# Selección de fútbol de Colombia
La selección de fútbol de Colombia es el equipo que representa a dicho país en las competiciones oficiales de fútbol masculino desde 1924. Su organización está a cargo de la Federación Colombiana de Fútbol (FCF) y desde 1936 se encuentra afiliada tanto a la FIFA como a la Conmebol, de la cual es miembro asociado. Disputó su primer encuentro el 17 de febrero de 1926 frente a Costa Rica, a la cual venció por 4-1.
La selección colombiana ha participado en seis Copas Mundiales de Fútbol (1962, 1990, 1994, 1998, 2014 y 2018). En Brasil 2014 cosechó su mejor participación llegando a cuartos de final, quedando en la quinta posición del torneo. Su mayor logro internacional es la Copa América 2001. También obtuvo dos subcampeonatos, en 1975 y 2024. Llegaría a semifinales varias veces. El título del 2001 le permitió participar en la Copa FIFA Confederaciones 2003 donde alcanzaría las semifinales y posteriormente el cuarto lugar. La 'Tricolor', como es conocida, también logró destacadas participaciones internacionales, obteniendo de los Juegos Centroamericanos y del Caribe la medalla de oro en 1946, la medalla de bronce en 1938 y de los Juegos Bolivarianos la medalla de oro en 1951 y la de plata en 1961, 1973 y 1981.
Entre los jugadores más destacados están el centrocampista Carlos Valderrama (considerado uno de los mejores jugadores de la historia de Colombia, ocupando el 39.º lugar en el ranking del mejor jugador sudamericano del siglo XX publicado por la IFFHS en 2004), el centrocampista Marcos Coll (autor del único gol olímpico anotado en una Copa Mundial de Fútbol), el portero René Higuita (elegido por la IFFHS como el octavo mejor golero sudamericano del siglo XX en 2004 y recordado por la jugada del Escorpión), los delanteros Luis Díaz (subcampeón de la Copa América 2024, campeón de la Premier League 2024-25 con el Liverpool F. C.) Faustino Asprilla (ocupó el sexto lugar en la elección del Jugador Mundial de la FIFA 1993), Radamel Falcao García (elegido quinto mejor jugador del mundo en 2012, según la votación del FIFA Balón de Oro 2012) y James Rodríguez (ganador de la Bota de Oro en la Copa Mundial Brasil 2014 y el Premio Puskás 2014).
En varias ocasiones se encontró dentro de las 10 mejores selecciones del escalafón de la FIFA. Su mejor posición la ha conseguido durante los meses de julio y agosto de 2013, ubicándose en la tercera posición del escalafón. En la actualidad se encuentra en el puesto número 12.

## Historia

### Años 1920-1930: Primeras apariciones
En 1926, en el Estadio Moderno Julio Torres de Barranquilla, se realiza el primer encuentro internacional de Colombia. El partido entre una selección de Costa Rica y una selección de Colombia termina con los locales ganando cuatro goles por uno.
Tras el establecimiento de una única asociación nacional de fútbol (que había puesto fin a las divisiones de adolescentes y veinteañeros) en 1924, los ejecutivos se centraron primero en una competición que reunía a varias selecciones departamentales. Años más tarde, en julio de 1937, para participar en un torneo internacional de fútbol organizado para conmemorar el 400.º aniversario de la fundación de Cali, la federación formó una selección que combinaba jugadores de diversas representaciones locales. A pesar de que la prensa la iba a definir como la primera selección,  el torneo en Cali no fue considerado una competencia oficial.
Otro de los primeros partidos de la selección de fútbol de Colombia fue el 10 de febrero de 1938, durante la IV edición de los Juegos Centroamericanos y del Caribe. Dirigido por el teniente Alfonso Novoa, Colombia salió a la cancha a las 9:45 a. m. en la Ciudad de Panamá contra la selección de fútbol de México, en un partido arbitrado por el uruguayo José Mirabal, quien dirigió todos los partidos del torneo. El equipo de Colombia estuvo conformado por Escorcia, Lugo, Lara, Joliani, Herrera, Yepes, Marcos Mejía, Torres, Pastor Meléndez, Rafael Mejía. Luis Argüelles, Luis de la Fuente y Horacio Casarín anotaron para México, mientras que Marcos Mejía descontó para Colombia. Los colombianos obtuvieron la medalla de bronce tras dos victorias y tres derrotas, producto de los triunfos ante el local Panamá (4-2) y El Salvador (3-2).
Al final del torneo Colombia cerró en tercer lugar, detrás de México y Costa Rica, selección contra la cual se produjo un hecho insólito: después de la adjudicación de un penalti a favor de Costa Rica, colombianos protestaron enérgicamente, por lo que la policía tuvo que intervenir, sacando dos jugadores colombianos. Los compañeros continuaron las protestas, y todos abandonaron el terreno; con Colombia fuera de la cancha, los costarricenses cobraron el penal, anotando. El partido entonces terminó veinte minutos antes de la hora. Como resultado de estos eventos se adelantó una protesta oficial al comité organizador de los juegos.
Colombia regresaría en agosto de 1938, en la primera edición de los Juegos Bolivarianos, que se celebró en Bogotá y en el que su nómina estuvo compuesta por los jugadores del Deportivo Municipal de Bogotá, equipo que posteriormente se convertiría en Millonarios. Comenzó con una derrota (4-2) ante Perú, que siguió a otra contra con Ecuador, novato en una competición oficial. La victoria contra Venezuela fue la única en el torneo, donde Colombia terminó en el cuarto lugar entre 5 equipos.
El último partido de este torneo se disputó el 16 de agosto de 1938 contra Bolivia y terminó (2-1) a favor de los bolivianos, seguido de una pausa de aproximadamente de seis años y medio en el que la Selección de Colombia no jugó ningún encuentro internacional

### Años 1940: Primeros torneos y logros internacionales

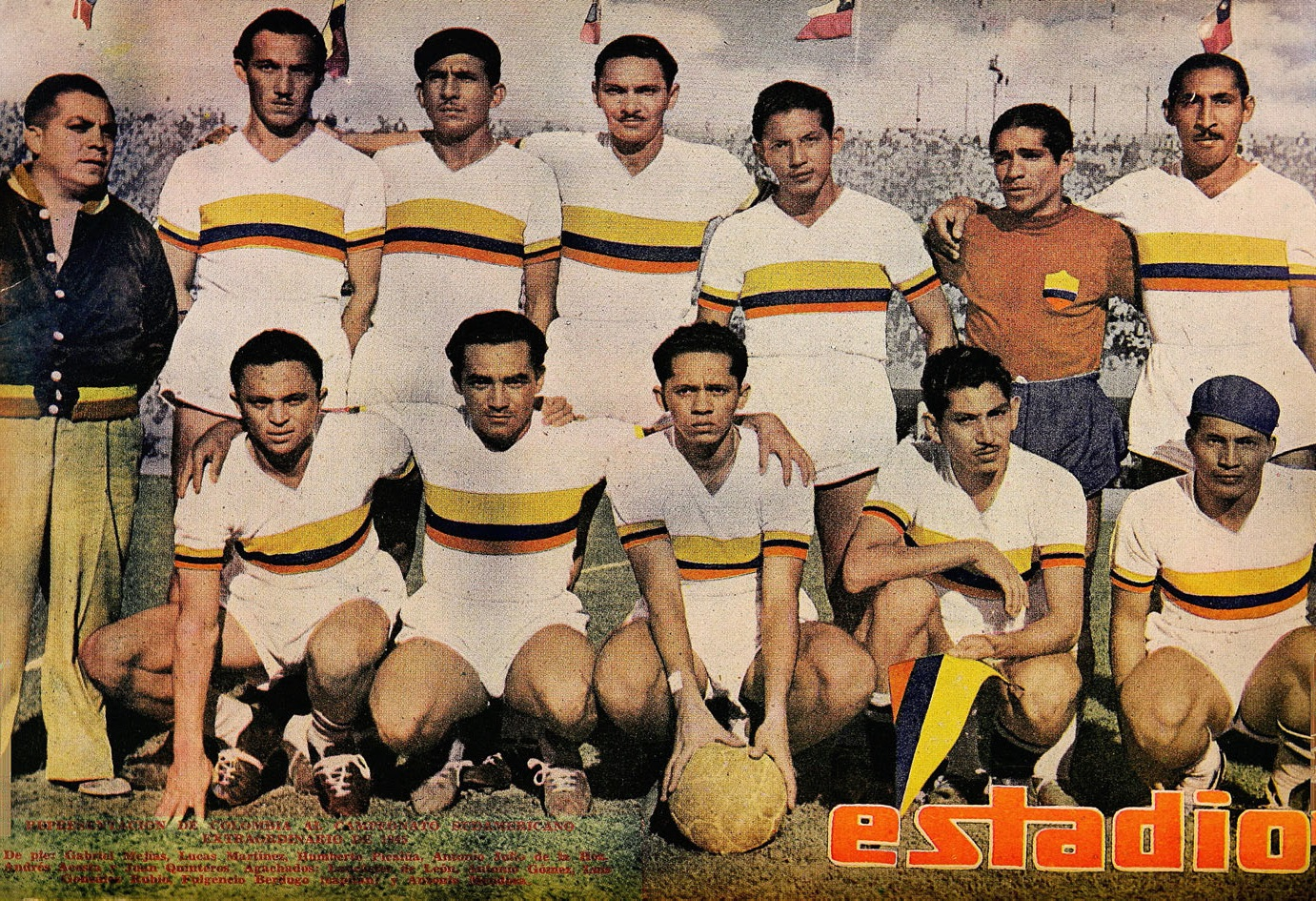
Selección de Colombia en el Campeonato Suramericano de 1945.

A pesar de que la Federación Colombiana de Fútbol se afilió a la CSF (Confederación Sudamericana de Fútbol) en 1936, Colombia no debutó en un concurso organizado por esta hasta 1945, año de su primera participación en un Campeonato Suramericano de Fútbol. En dicho certamen, por primera vez la Selección se enfrentó a los grandes equipos del fútbol sudamericano, Brasil, Uruguay y Argentina, aunque perdió contra todos ellos, incluyendo la selección de Chile. Sin embargo, logró vencer a la selección de Ecuador, empatar contra Bolivia, lo que le alcanzó para acabar en el quinto lugar y obtener la Copa Mariscal Sucre destinada al mejor equipo bolivariano en el torneo. La participación en el Sudamericano fue importante para el equipo, pues enfrentó a países donde el fútbol ya era profesional y tenía mucho más arraigo que en Colombia; además, no existía un campeonato nacional en ese entonces.
En 1946, la selección obtiene su primer título oficial en los V Juegos Centroamericanos y del Caribe celebrados en Barranquilla; en este certamen, Colombia terminó invicta venciendo a Curazao (4-2), Venezuela (2-0), Guatemala (4-2), Puerto Rico (4-1), Costa Rica (4-1) y a Panamá (2-1) en el partido final. El primer título oficial para el fútbol colombiano se obtuvo bajo la conducción del técnico José Arana Cruz, quien contó con la siguiente nómina de jugadores: Julio "Chonto" Gaviria, Dagoberto Ojeda, Gabriel "Vigorón" Mejía, Mario Marriaga, Víctor M. Brand, José Santamaría, Luis Eladio Vásquez, Luis Gastelbondo, Juan A. Quintero, Edgar Mallarino, Casimiro Guerra, Rubén Arango, Faustino Castillo, Octavio Carrillo, Gabino Granadas, Carlos Arango Medina, Jaime Cardona, Luis C. González, Fulgencio Berdugo, Dimas Gómez, Octavio Ruiz y Rigoberto ‘Memuerde’ García.
El 6 de abril de 1949, la Selección disputa su primer juego en la era profesional por el Campeonato Sudamericano, cayendo 0-3 contra Paraguay. El equipo era dirigido entonces por el austriaco Friedrich Donnenfeld, que había llegado con su familia a Colombia a causa de la Segunda Guerra Mundial, y Junior fue su primer equipo como entrenador, por lo que se escogió al cuadro barranquillero para representar a Colombia en el torneo, siendo a su vez Donnenfeld el primer entrenador europeo en orientar un equipo nacional.

### Años 1950: Época de inactividad y regreso a la competencia
En 1949 se produjo un cisma dentro del fútbol colombiano que vio la División Mayor del Fútbol Colombiano (Dimayor) separarse de la propia Federación Colombiana de Fútbol, por lo tanto, la FIFA decidió suspender a Colombia de las actividades internacionales. Esto llevó a la época del El Dorado, época de grandes contrataciones en el fútbol colombiano, al no tener que someterse a los reglamentos de la FIFA, podría aumentar considerablemente los salarios, donde atrae a muchos jugadores importantes. Esta situación de la libertad interna duró hasta 1951, año en el que el "Pacto Lima" entre la FIFA y la Dimayor previó el regreso de los jugadores extranjeros a sus respectivos países en octubre de 1954. El seleccionado de Colombia de mayores experimentó un período de cerca de ocho años de inactividad que comenzó el 7 de mayo de 1949 y terminó el 13 de marzo de 1957 con el regreso de la selección en el Campeonato Sudamericano 1957, aunque cabe precisar que si hizo su debut en el año de 1954, la selección de Colombia juvenil en el primer Campeonato Sudamericano Sub-20 de 1954, disputado en Venezuela, entonces denominado Torneo Juventud de América, cumpliendo una buena actuación.
En 1951, una representación nacional integrada netamente por los jugadores y cuerpo técnico de la Selección del Valle del Cauca obtendría para Colombia su segundo título oficial y el primero en el marco de los III Juegos Bolivarianos en Caracas. Derrotó inicialmente a Perú (1-0), cayó luego ante Panamá (1-2) y después obtuvo dos victorias contra Ecuador y Venezuela, ambas por 2-1, obteniendo así la medalla de oro.

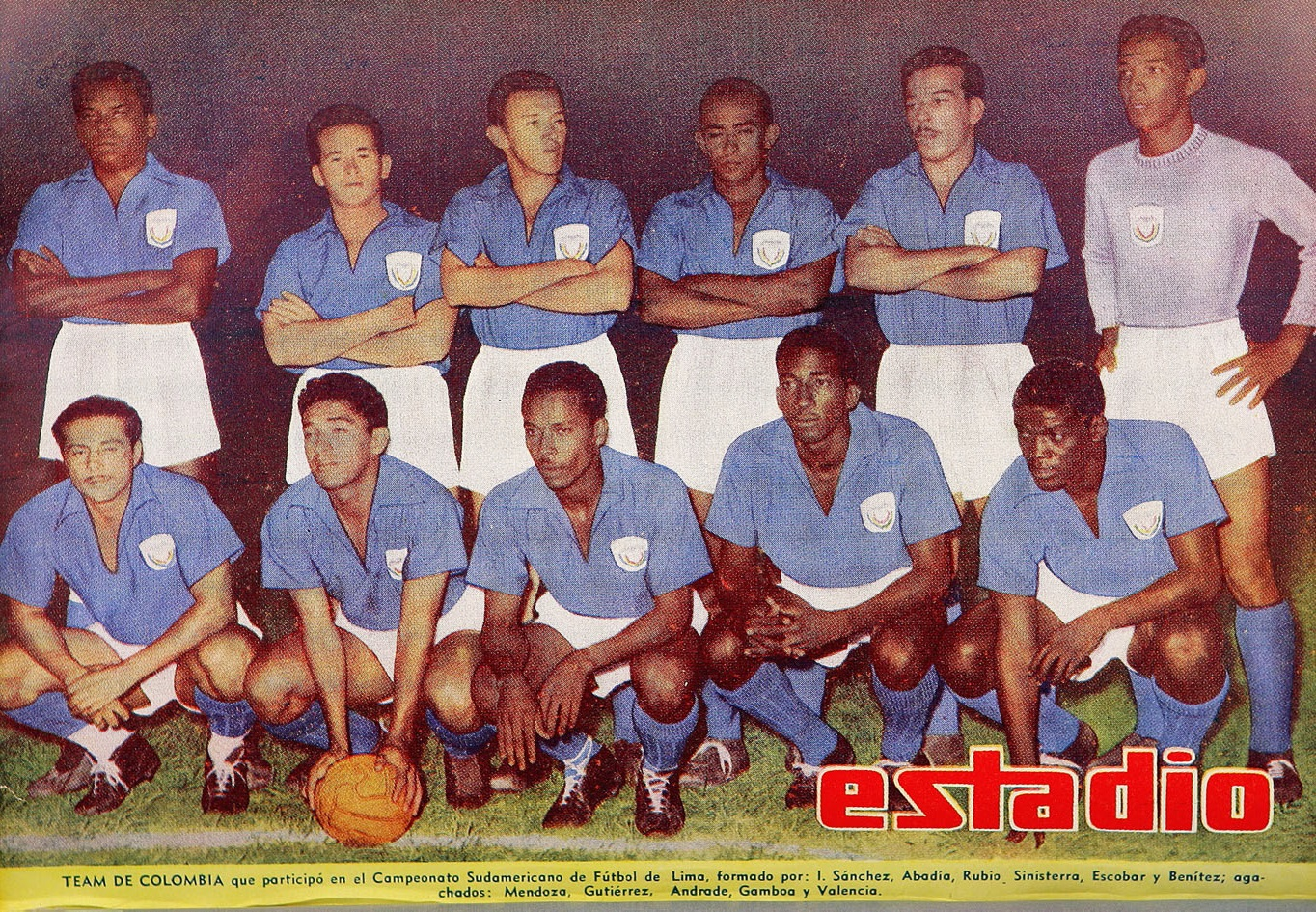
Formación de Colombia en el Campeonato Sudamericano 1957.

En 1957, después del largo período de ausencia, el equipo nacional de mayores de Colombia encabezado por el nuevo entrenador Pedro Ricardo López reanudó su participación en el Campeonato Sudamericano 1957, donde viajaron a Lima para jugar en el torneo. La apertura vio una derrota (8-2) contra Argentina el 17 de marzo. Pero Colombia logró por primera vez el triunfo, batiendo a Uruguay, gracias al gol de Carlos Arango, que fijan el resultado de (1-0).  El 24 de marzo, Colombia fue golpeado por Brasil (9-0), donde sufrió la derrota más abultada de su historia. Para finalizar la competencia fue una victoria por (4-1) sobre Ecuador, gracias al cual Colombia evitó los dos últimos lugares de la clasificación, terminando quinto de 7 selecciones. En junio de 1957, Colombia se enfrentó a su primer torneo de Clasificación para la Copa Mundial de Fútbol, las rondas preliminares de Suecia 1958: debutó con un empate (1-1) con Uruguay en Bogotá. Ese empate resultó ser el único partido en que Colombia ganó los puntos: de hecho siguieron tres derrotas consecutivas, quedando en el último lugar, por detrás de Paraguay y Uruguay. El 23 de junio, Colombia disputó el primer amistoso de su historia, contra Paraguay, perdiendo (2-1). Antes, la Selección solo jugó en competencias oficiales.

### Años 1960: Cisma del fútbol colombiano y primer Mundial
En 1960 se vivió la crisis más fuerte en la historia del fútbol colombiano. Todo comenzó con la inconformidad en los manejos administrativos y financieros de los clubes y las ligas con la Adefutbol (Asociación de Fútbol Colombiano). Tan grave fue la discordia que paralelamente tenía alta influencia la División Mayor del Fútbol Colombiano, ya que ambas entidades se disputaban el poder del fútbol en Colombia desde la época de El Dorado.
En 1962, previo a la primera participación de Colombia en una Copa Mundial de Fútbol, la Adefútbol designó como técnico de Colombia a Adolfo Pedernera, mientras la Dimayor designaba a Rodolfo Kralj, entonces director técnico de Santa Fe. Finalmente, tras intensas reuniones entre dirigentes de ambas entidades, se llegó a un acuerdo en el congreso de la Conmebol denominado "Pacto de Río" el cual llevó a Colombia a participar en el Mundial de Chile. Después de la participación en la Copa Mundial, Colombia fue suspendido de nuevo por unos nueve meses.
En 1963, Colombia volvió a participar en el Campeonato Sudamericano, en el que había participado por última vez en la edición de 1957. Con la presentación de una formación reestructurada (solo la línea ofensiva era sustancialmente la misma) Colombia perdió el primer partido contra Argentina (2-4). La competencia terminó con cinco derrotas y un empate obtenido ante Perú el 24 de marzo (1-1), terminando en el último lugar en la clasificación. En septiembre de 1963, el equipo disputó dos partidos amistosos contra Costa Rica, perdiendo el primero y ganando el segundo.
En julio de 1965, la Selección volvió a jugar para la Clasificación para la Copa Mundial de Fútbol de 1966. Incluido en el grupo con Chile y Ecuador, Colombia debutó con una derrota por 1-0 en casa ante Ecuador, el partido posterior vio una victoria contra Chile en Barranquilla y luego siguieron dos derrotas. Tras obtener dos puntos, los colombianos cerraron en el último lugar del grupo. El año 1965 terminó con una victoria por (2-0) sobre Chile.
1966 comenzó con otro juego contra la selección de Chile en el clasificatorio para el Campeonato Sudamericano 1967 (que fue la única edición de la Copa América que desarrolló una ronda eliminatoria preliminar). El combinado chileno venció a Colombia (5-2) en la ida en Santiago, clasificando a la Copa América luego del empate 0-0 en Bogotá.
En 1969, la Federación decidió aumentar el número de partidos de la Selección de Colombia tras el amistoso con México el 16 de octubre de 1968. En 1969, Colombia inició una larga serie que la llevó al campo siete veces antes de participar de las eliminatorias de México 1970. El objetivo de esta serie de amistosos fue preparar al equipo, mejorar sus condiciones y seleccionar a los jugadores para las eliminatorias. El 20 de febrero de 1969 enfrentó un amistoso frente a la selección de la URSS, ante la que perdió 1-3 en Bogotá. El saldo de estos partidos amistosos fue 2 empates y 6 derrotas. La Clasificación de Conmebol para la Copa Mundial de Fútbol de 1970, abrió el 27 de julio con la victoria 3-0 sobre Venezuela, luego tras un empate 1-1 contra el mismo equipo el 2 de agosto, encajó cuatro derrotas en los cuatro partidos restantes del grupo contra las selecciones de Brasil y Paraguay, lo cual significó la eliminación de la Copa Mundial de Fútbol de 1970.

### Años 1970: Final de Copa América
El 20 de mayo de 1970, Colombia enfrentó a la selección de Inglaterra, iniciándose así la nueva década en el estadio Nemesio Camacho de Bogotá con derrota 0-4
En 1972, la selección de Colombia jugó cinco partidos, dos de ellos válidos para la Copa Independencia de Brasil, mientras que el resto fueron amistosos con Perú y Venezuela.
El 27 de mayo de 1973, con el éxito sobre Haití 2-1, con goles de Jaime Morón y José Ernesto Díaz, Colombia volvió a ganar un partido después de casi cuatro años; el último había sido un triunfo 3-0 ante Venezuela el 27 de julio de 1969). Comenzó entonces la Clasificación para la Copa Mundial de Fútbol de 1974, en la que compartió grupo con Ecuador y Uruguay. Colombia sumó en los tres primeros partidos y ganó el final contra Uruguay en Montevideo, llegando a 5 puntos, los mismos de los uruguayos, pero Colombia fue eliminada debido a la diferencia de goles desfavorable (+1 en comparación con +4 de Uruguay).
1975 fue enteramente dedicado a la Copa América (que por primera vez tomó ese nombre). El debut fue Colombia contra Paraguay, el partido fue ganado 1-0 con gol de José Ernesto Díaz. Siguieron tres triunfos más que pusieron a Colombia en el primer lugar del Grupo C, con el máximo de puntos, con un solo gol recibido. Con la victoria 3-0 sobre Uruguay en las semifinales, en Bogotá, Colombia contaba con una amplia ventaja para el partido de vuelta, que terminó a favor de los uruguayos 1-0, clasificando Colombia por primera vez a la final de la Copa América. La final se disputó contra Perú; el primer partido se ganó 1-0 en Bogotá, y el segundo se perdió 2-0 en Lima. Para definir el ganador, se disputó el partido definitivo en Caracas, venciendo los peruanos 1-0 con gol de Hugo Sotil.
En 1976, la selección jugó un partido contra Uruguay en Bogotá, perdiendo por 1-2. Después abordó el torneo clasificatorio para el campeonato del mundo de 1978; en el debut empató 0-0 en casa ante Brasil. Los resultados que siguieron, un empate y una derrota, impidieron el avance a la ronda final de las eliminatorias que se disputó en Cali entre el 10 y 17 de julio. Suspendida la actividad en 1978, Colombia volvió a jugar en julio de 1979, inicialmente dos partidos contra un experimental nacional español, y luego otros dos contra Perú, cerrando así sus figuraciones en los años 1970.

### Años 1980: Transición y nuevo estilo

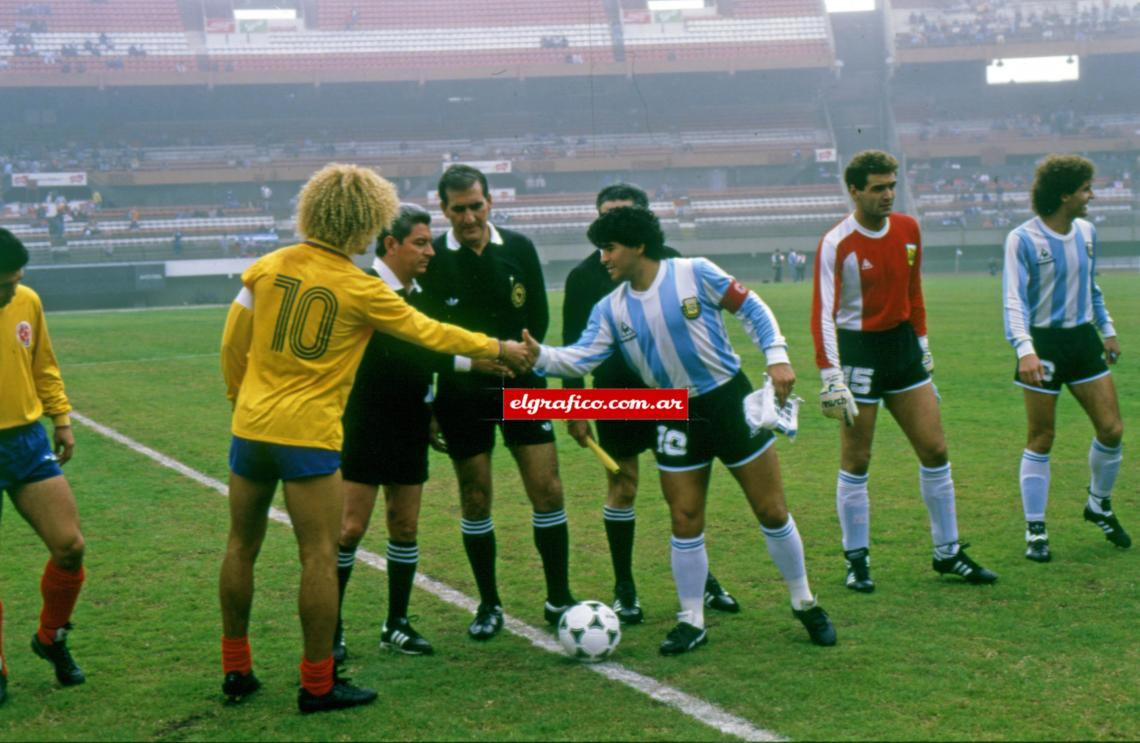
Carlos Valderrama saluda a Diego Maradona antes del partido por el tercer lugar en la Copa América 1987.

En 1983, la dirección técnica de la Selección le fue entregada a Gabriel Ochoa Uribe, múltiple campeón con Millonarios, Santa Fe y América, quien paralelo al trabajo en la cancha, estableció una comisión de personajes notables y conocedores del fútbol para que presentaran propuestas que fortalecieran a la Selección de Colombia y ayudaran a progresar al fútbol colombiano.
La Selección dejó de usar la camiseta color salmón en las eliminatorias de 1985, año en que se empezaron a usar los colores de la bandera, amarillo en la camiseta, azul en la pantaloneta y rojo en las medias.
El 1.º de noviembre de 1985 se selló la eliminación de Colombia del Mundial del que debía haber sido anfitriona a manos de Paraguay. La selección de Ochoa tenía que ganar por 3-0, pero solo alcanzó 2-1.
En 1986, León Londoño Tamayo, presidente de la FCF, decidió, aconsejado por varios directivos de Antioquia, ofrecerle el puesto que había dejado vacante Ochoa a Francisco Maturana. Maturana empezó por convocar a la nómina del Atlético Nacional como base del equipo.

### Años 1990: Crecimiento internacional
El equipo estuvo conformado por un conjunto de jugadores que, con la conducción de Francisco Maturana y Hernán Gómez, llevaron a la selección colombiana a figurar en el nivel internacional, logrando clasificar a tres copas mundiales de fútbol de manera consecutiva, y consiguiendo figuraciones importantes a nivel suramericano, como el título de la Copa América 2001. Tuvo su antecedente en la Selección que tuvo una participación fulgurante en el torneo Juventud de América de 1985 en Paraguay, que le permitió clasificar y participar en el Mundial Sub-20 en la Unión Soviética ese mismo año. Varios de los jugadores de la Selección dirigida por Luis Alfonso Marroquín, como René Higuita, John Jairo Tréllez y Wilmer Cabrera y Bernardo Redin  serían piezas clave de la Selección que descolló a partir de la Copa América 1987 celebrada en Argentina, en la que ocupó el tercer puesto.
En la Copa América de 1987, la Selección de Colombia jugó en primera ronda contra Bolivia y contra el favorito Paraguay, venciendo por 2-0 y 3-0, respectivamente. Carlos 'El Pibe' Valderrama, René Higuita y Arnoldo Iguarán fueron los referentes del equipo.
La Selección llegó a semifinales, donde fue vencida por Chile 1-2, y obtendría el tercer puesto del certamen a derrotar 2-1 a la Argentina campeona del mundo.
Entre los hechos destacados de esa generación se encuentran el escorpión del guardameta René Higuita durante un partido amistoso ante la Selección de Inglaterra en el estadio de Wembley, que más tarde sería elegida como la mejor jugada hecha en toda la historia del fútbol. Otro logró histórico fue el partido de clasificación Argentina-Colombia para la Copa Mundial de Fútbol 1994, en el que la Selección de Colombia goleó 5-0 a su similar de Argentina en Buenos Aires el 5 de septiembre de 1993, convirtiéndose hasta ahora en la única selección en anotarle cinco goles a la selección de Argentina como visitante, asegurando la clasificación al Mundial de Estados Unidos 1994. La selección de 1994, quizá la más destacada de esta generación, fue dada como favorita para ganar el Mundial de Estados Unidos por varios especialistas del fútbol como Pelé, quien manifestó que «Colombia es mi selección favorita para ser campeona del mundo». La Selección no superaría la primera ronda de esa Copa.
Luego de la eliminación, el defensa Andrés Escobar, jugador que hizo parte de aquel plantel y quien había anotado un autogol en el partido frente a la Selección de Estados Unidos, fue asesinado en una discoteca de Medellín, en circunstancias aún no aclaradas.
Bajo la dirección técnica de Hernán Gómez, la Selección clasificaría al Mundial Francia 1998, en el cual fue eliminada en la fase de grupos.
El máximo logró de la Selección de Colombia en toda su historia se obtendría bajo la dirección de Francisco Maturana con el campeonato de la Copa América 2001 celebrada en Colombia. Se cerró así un ciclo exitoso que sería sucedido por la no clasificación a los Mundiales de 2002, 2006 y 2010.
Los exponentes más destacados de esta generación de jugadores figuraron no solo en el fútbol de Colombia, sino también a nivel mundial, como Carlos Valderrama, Freddy Rincón, Faustino Asprilla, Adolfo Valencia, René Higuita, entre otros.
Es considerada por muchos especialistas del fútbol como una de las más grandes selecciones de toda la historia.

### Años 2000: Primer título de Copa América
En 2000, Colombia llegaba a la final de la Copa de Oro luego de superar a Jamaica y a Honduras en la fase de grupos, a Estados Unidos en cuartos de final y a Perú en semifinales. Canadá llegaba como la sorpresa del torneo, luego de superar a Costa Rica y a Corea del Sur en la fase de grupos, a México en cuartos de final y a Trinidad y Tobago en semifinales. Canadá empezó ganando en el minuto 45 con gol de Jeison Devos, y después ampliaría la ventaja con gol de Carlo Corazzin de penalti en el minuto 67. Canadá sería el campeón de la Copa de Oro por primera y única vez hasta la fecha, y Colombia sería el subcampeón de la Copa de Oro.
En 2001, Colombia fue sede de la Copa América 2001, quedó encuadrada en el grupo A junto a Chile, Ecuador y Venezuela, terminó invicta con puntaje ideal ganándole a Venezuela por 2-0 con goles de Víctor Hugo Aristizábal y Freddy Grisales, 1-0 a ecuador con gol de Aristizábal y 2-0 a chile con goles de Aristizábal y Arriaga pasando a cuartos de final, en cuartos se enfrentó a Perú, Aristizábal rompió el marcador en el minuto 50 poniendo el 1:0, en el minuto 65 Hernández marcó el segundo tanto del partido y 3 minutos después Víctor Hugo Aristizábal marcó su segundo gol dejando como final un 3:0 a favor de Colombia. Para las semifinales el seleccionado nacional viajó a Manizales, el 26 de julio enfrentó a Honduras. Colombia partió ganando con un gol de Bedoya al minuto 6, para marcar en el segundo tiempo Aristizábal el segundo tanto, que dio el resultado final. La final se disputó en Bogotá contra México. En los primeros 45 minutos ninguno de los dos equipos marcó gol; durante el segundo tiempo después de un tiro libre, Iván Ramiro Córdoba marcó de cabeza el único gol del partido. Colombia batió todos los récords al ganar la Copa de manera invicta y sin recibir goles en contra. Víctor Hugo Aristizábal terminó como goleador del torneo con 6 anotaciones.
En las Eliminatorias Sudamericanas al Mundial Corea y Japón 2002, Colombia finalizaría las eliminatorias en el sexto puesto con 27 puntos, 20 goles a favor y 15 en contra, la selección terminaría con los mismos puntos que Uruguay quién clasificaría al Repechaje del Mundial, pero Uruguay tenía una diferencia de 6 y Colombia tenía de 5, así que no clasificaría a la Copa Mundial de 2002.

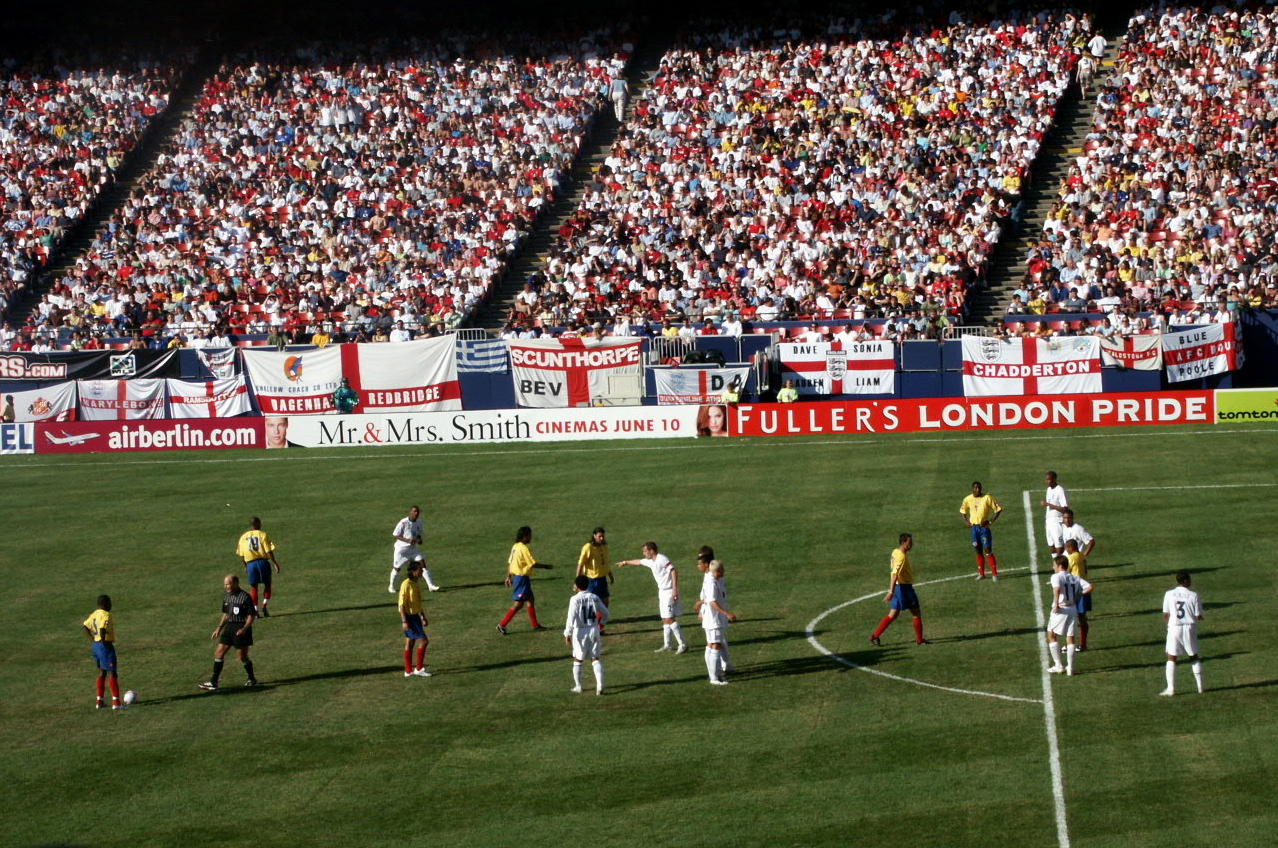
Selección de Colombia en un partido amistoso contra Inglaterra en 2005.

En 2003, como campeones de la Copa América, a la Selección de Colombia le correspondió participar en la Copa FIFA confederaciones, la cual se disputó en 2003. El torneo comenzó el 18 de junio y concluyó el 29 de junio, por lo que el conjunto colombiano viajó hasta Francia para ocupar un cupo del grupo A formado por Francia, Nueva Zelanda y Japón y la escuadra nacional. Terminaría quedándose con el cuarto puesto entre los mejores seleccionados de cada confederación participante en el certamen, pero dejando en alto una buena imagen del fútbol para el país.
En 2004, la Copa América se realizó en Perú en el transcurso del mes de julio. Colombia llegaba como la vigente campeona continental después de conquistar el campeonato en 2001. La selección nacional, dirigida entonces por el técnico Reinaldo Rueda fue emparejada en el Grupo A junto al anfitrión Perú, Bolivia y Venezuela. Terminarían ocupando su segundo cuarto puesto en la historia de la Copa América.
En las eliminatorias a la Copa Mundial de Fútbol Alemania 2006, la selección de Colombia obtuvo el 6.º puesto con 25 puntos y no logró clasificarse al Mundial que se celebró en Alemania, Colombia quedó a 1 punto de Uruguay, que se clasificó al Repechaje del Mundial del 2006. A lo largo de las eliminatorias, Colombia jugó con 28 futbolistas y con 2 técnicos: Francisco Maturana y Reinaldo Rueda.
En 2007, la Copa América se realizó en los meses de junio y julio en Venezuela. El 14 de febrero de 2007 fue realizado el sorteo de los equipos para la fase de grupos. Colombia se ubicó en el Grupo C junto a las selecciones de Argentina, Paraguay y Estados Unidos. Colombia terminaría eliminada en una decepcionante actuación con 2 derrotas y 1 victoria, y un total de 9 goles en contra y solo 3 a favor, esto causó dudas y fuertes críticas por la continuación del entrenador Jorge Luis Pinto.
En las eliminatorias a la Copa Mundial de Fútbol Sudáfrica 2010, la selección de Colombia obtuvo el 7.º puesto con 23 puntos y no logró clasificarse al Mundial que se celebró en Sudáfrica, Colombia quedaría a 1 punto de Uruguay, que se clasificó al Repechaje del Mundial del 2010. Los técnicos Jorge Luis Pinto y Eduardo Lara estuvieron a cargo de las eliminatorias.

### Años 2010: Era Pékerman y regreso a los mundiales

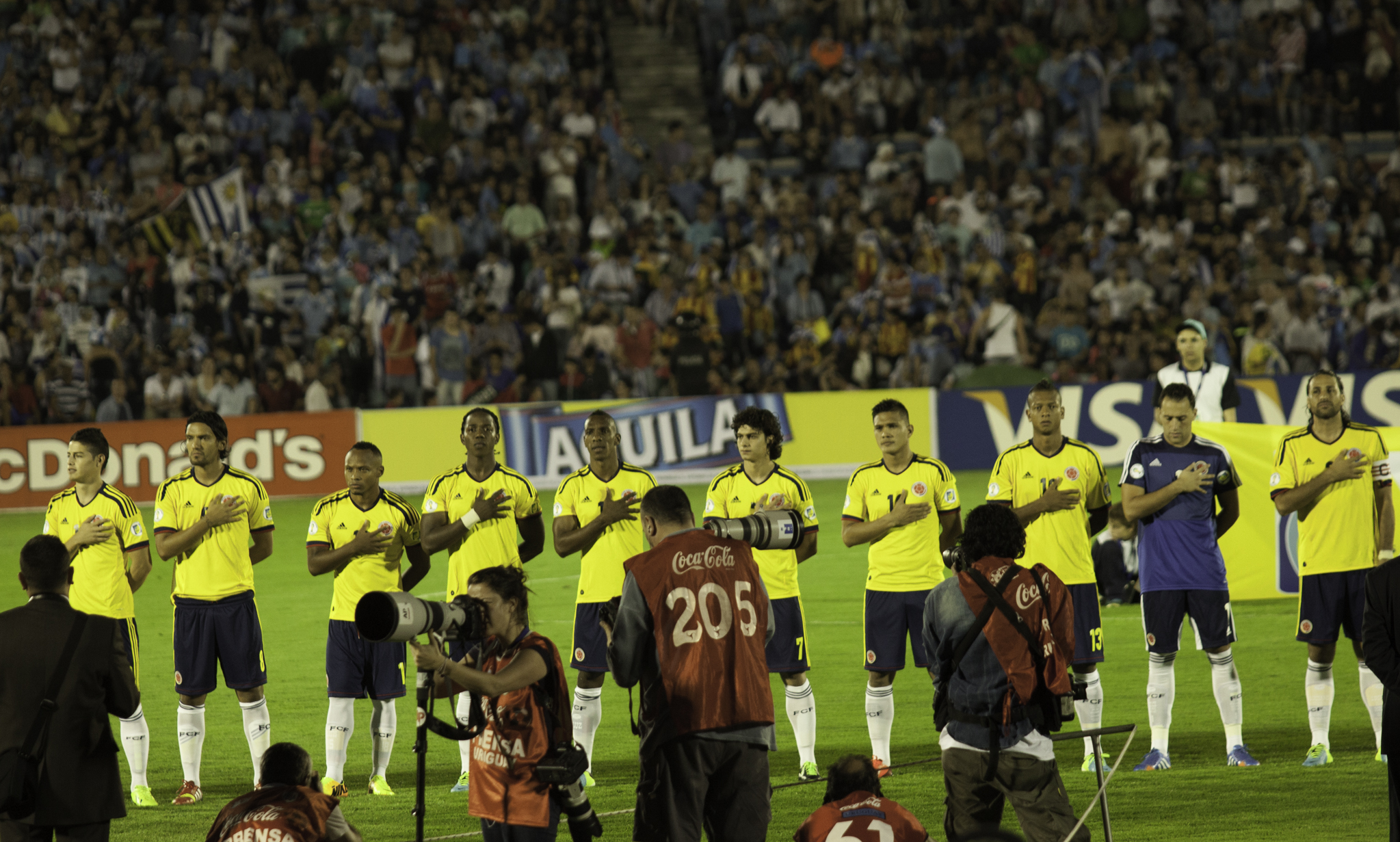
Juego por las eliminatorias para la Copa Mundial de Fútbol de 2014 frente a Uruguay.

En 2011, el comité ejecutivo de la FCF empezó un nuevo proceso con miras a las Eliminatorias hacia la Copa Mundial 2014 a realizarse en Brasil; antes del comienzo del proceso clasificatorio, el combinado tricolor tenía que participar en la Copa América 2011 que se disputó en Argentina. Es por eso, que el entrenador Hernán Darío Gómez sería oficializado como el nuevo seleccionador. En este torneo sería ubicada en el grupo A junto al anfitrión Argentina, Bolivia y la invitada Costa Rica, superó la primera ronda de su grupo clasificando en el primer lugar y avanzó a los cuartos de final, donde fue eliminada ante Perú en la prórroga. Semanas previas al primer partido por las eliminatorias sudamericanas a disputarse ante Bolivia en La Paz, el director técnico para ese entonces, estuvo involucrado en un escándalo extradeportivo que obligó a la Federación a desafectarlo de su cargo como entrenador de la absoluta. No obstante, teniendo en cuenta que la fecha para el inicio de las clasificatorias estaba cerca, el comité ejecutivo de la Federación decide dejarle el cargo como DT al asistente del desafectado Hernán Darío Gómez, el antioqueño y el exvolante Leonel Álvarez, quién asume las riendas del equipo nacional, con una plantilla que integraba jugadores que fueron parte de selecciones juveniles como la histórica selección Sub-20 de 2005 y la de 2003. Entre ellos se encontraban, David Ospina, Carlos Valdés, Cristian Zapata, Pablo Armero, Camilo Zúñiga, Abel Aguilar, Carlos Sánchez, Macnelly Torres, Elkin Soto, Radamel Falcao García, Jackson Martínez, Dayro Moreno, entre otros; además fue convocado el jugador revelación para ese momento James Rodríguez. Sin embargo los resultados de las primeras tres jornadas no fueron los esperados, dejando un saldo de una sola victoria, conseguida en la primera jornada, por lo que Álvarez sería destituido de la selección en diciembre de 2011. Tras esto, el comité ejecutivo decide buscar un entrenador de nacionalidad extranjera, con el objetivo primordial de enderezar el camino en la Eliminatoria y poder clasificar a Brasil 2014. En principio, el reemplazante más opcionado era Gerardo Martino, que parecía ser el sucesor de Álvarez, pero por motivos personales declinó la propuesta.
En 2012, finalmente es contratado el experimentado entrenador argentino José Pékerman, llegó a la dirección técnica y con grandes cambios que con el tiempo dieron fruto, muchos de los cuales generaron polémica en la opinión pública. Nuevos jugadores aparecieron y otros se mantuvieron, a jugadores como Faryd Mondragón, Aquivaldo Mosquera, Luis Amaranto Perea, Mario Yepes se les dio continuidad; por otra parte, Aldo Leao Ramírez, Edwin Valencia, Juan Guillermo Cuadrado, Teófilo Gutiérrez, Carlos Bacca y los juveniles Juan Fernando Quintero y Luis Fernando Muriel fueron seleccionados para hacer parte de este proceso, logrando una combinación entre experiencia, juventud y revelación. Con Pékerman, la selección logró una notable mejoría en el proceso clasificatorio, obteniendo 5 triunfos en los primeros 7 partidos (4 de ellos de forma consecutiva) al mando del equipo y tan solo 3 derrotas en las 13 jornadas que dirigió en esa Eliminatoria, además de quedar invicto en condición de local; de este modo, la selección consiguió la clasificación al Mundial de Brasil 2014, finalizando en el segundo lugar en la tabla de posiciones de la clasificatoria sudamericana con 30 puntos, solo detrás de Argentina, cortando con 16 años de ausencia de la Copa Mundial, la selección colombiana volvía así a una cita orbital.
En 2014, en vísperas del torneo orbital, aparecieron lesiones de hombres claves para el equipo como las de Radamel Falcao García, Edwin Valencia, Aldo Leao Ramírez, Luis Amaranto Perea y la desafectación de Luis Fernando Muriel. Nuevamente el estratega argentino vinculó a nuevos jugadores como Adrián Ramos, Víctor Ibarbo, Santiago Arias, Éder Álvarez Balanta, Alexander Mejía y Carlos Carbonero. Colombia llegaría hasta los cuartos de final del Mundial, terminando en el quinto lugar. La mejor participación de la selección mayor en un mundial de la FIFA hasta el momento.
En 2015, iniciaría un nuevo proceso de cara a la Copa Mundial 2018, ya sin la presencia de experimentados como Mario Yepes, Luis Amaranto Perea o Faryd Mondragón, la selección participó de la Copa América realizada en Chile, siendo ubicada en el grupo C junto a las selecciones de Brasil, Perú y Venezuela; con una actuación irregular en su grupo, la selección clasificó a los cuartos de final como uno de los mejores terceros, culminando su participación tras enfrentar en la siguiente ronda a Argentina, siendo eliminada por esta en la tanda de penales. Después de culminada su participación en el torneo continental, el combinado dirigido por José Pékerman inició su participación en la Eliminatoria Sudamericana rumbo a Rusia 2018, en un proceso que se caracterizó por las ausencias constantes por lesión de sus referentes James Rodríguez y Radamel Falcao García, y por la convocatoria de jugadores nuevos, en búsqueda de encontrar el recambio generacional tras la finalización del Mundial 2014, como Jeison Murillo, Edwin Cardona o Yerry Mina. Tras un comienzo irregular, Colombia consiguió 4 puntos en las primeras cuatro jornadas, esto tras conseguir una victoria ante Perú de local en Barranquilla, un empate como visitante ante Chile y derrotas ante Uruguay en Montevideo y Argentina de local.
En 2016, Colombia disputó dos jornadas más de la Eliminatoria antes de jugar en Estados Unidos la edición especial de la Copa América, que por primera vez se celebró en un territorio diferente a Suramérica, enfrentando además de los equipos de la Conmebol a los seis mejores de la Concacaf. Para las fechas 5 y 6 de la Eliminatoria, la selección obtuvo 2 victorias consecutivas ante Bolivia en La Paz y Ecuador (hasta ese momento líder de la Eliminatoria) en condición de local, que lo dejarían en puestos de clasificación directa al próximo Mundial. En la Copa América Centenario terminó en el tercer lugar, esto tras vencer a Estados Unidos en el partido por el tercer puesto. Posteriormente, en la reanudación de la Eliminatoria al Mundial 2018, Colombia jugó 6 jornadas más, donde obtendría resultados que los dejaban parcialmente por fuera de la cita orbital.
En 2017, la Eliminatoria Sudamericana entraba en su parte final, el seleccionado colombiano debía sumar la mayor cantidad de puntos para conseguir el boleto directo al Mundial de Rusia. En las fechas 13 y 14, obtuvo 2 triunfos consecutivos que lo devolvieron a los puestos de clasificación, esto tras superar agónicamente a Bolivia en Barranquilla y vencer a Ecuador de visitante en Quito. A pesar de estos triunfos, en las últimas 4 jornadas Colombia entró en una racha sin triunfos, en la que empató 3 de sus últimos 4 juegos, uno de ellos ante Brasil de local en Barranquilla; perdería ante Paraguay en los últimos minutos también de local, lo que obligaba al equipo colombiano a sumar en la última fecha ante Perú en condición de visitante para no depender de los resultados de los otros partidos que se definían en simultáneo; finalmente, el combinado cafetero empató 1-1 en Lima y clasificó a su sexto mundial y segundo consecutivo después de Brasil 2014 en la cuarta posición con 27 unidades. En la cita orbital llegó hasta la ronda de octavos de final, siendo eliminada por Inglaterra desde los lanzamientos del punto penal, luego de un polémico arbitraje del estadounidense Mark Geiger invalidando un gol legítimo de Carlos Bacca en tiempo extra. Tras su participación en el mundial y luego de varias reuniones con los directivos de la FCF, Pékerman anuncia el fin de su ciclo al frente de la selección.
Tras el Mundial de Rusia 2018, José Pékerman dejó su cargo como técnico de Colombia. Bajo el interinato de Arturo Reyes, la selección tuvo buenos resultados en amistosos antes de que Carlos Queiroz asumiera como técnico en 2019. En la Copa América 2019, Colombia avanzó como líder invicta del grupo, pero fue eliminada en cuartos de final por Chile en penales. Ese año cerró con 8 victorias, 4 empates y 2 derrotas.
En las Eliminatorias a Catar 2022, Colombia tuvo un rendimiento irregular bajo Queiroz y su sucesor, Reinaldo Rueda, quedando eliminada al terminar en el 6.º lugar, a un punto del repechaje. En 2022, Néstor Lorenzo fue nombrado técnico con el objetivo de preparar la Copa América 2024 y las Eliminatorias a Norteamérica 2026. Bajo su liderazgo, Colombia tuvo un gran arranque en las Eliminatorias 2026, incluyendo una histórica victoria sobre Brasil, alcanzando un invicto de 21 partidos.
En la Copa América 2024, Colombia avanzó invicta hasta la final, venciendo a Paraguay, Costa Rica, Panamá y Uruguay. En la final, cayó ante Argentina por 1-0 en tiempo extra, logrando el subcampeonato. James Rodríguez fue elegido el mejor jugador del torneo.

## Participación en Copas Mundiales

### Chile 1962
Colombia participó por primera vez en las eliminatorias para una Copa Mundial de Fútbol en 1954, treinta años después de la fundación de la Federación Colombiana de Fútbol. Su primera participación en una fase final del Mundial tuvo lugar en la Copa de 1962. En esa ocasión no superó la primera ronda. Perdió con Uruguay 1-2, con Yugoslavia 0-5 y empató 4-4 con la selección de la Unión Soviética, en un hecho significativo para el fútbol colombiano en Arica el 3 de junio de 1962; ya que en este partido, Colombia logró empatar después de ir perdiendo 1-3 en la primera etapa y 1-4 a comienzos de la segunda; además, se presentó el único gol olímpico hasta la fecha en la historia de los Mundiales, anotado por Marcos Coll. Por otra parte, la selección de la Unión Soviética contaba con el guardameta Lev Yashin, considerado el mejor en la historia del fútbol. En el primer partido de Colombia frente a Uruguay, Francisco Zuluaga se convirtió en el primer jugador colombiano en anotar un gol en un Mundial de fútbol.
Durante los siguientes años Colombia no tuvo participaciones destacadas en ningún torneo de fútbol importante. Fue en 1975 cuando la selección dirigida por Efraín “El Caimán” Sánchez alcanzó la final de la Copa América, la cual perdió contra Perú. En dicho torneo, los colombianos pasaron la primera ronda con puntaje ideal sobre los seleccionados de Paraguay y Ecuador; en semifinales venció a la difícil selección uruguaya por global de (3-1), para luego perder en tres partidos el título frente a la selección de fútbol del Perú (1-0), (0-2) y en el partido final disputado en Caracas perdió 1-0.
No obstante, Colombia tuvo que esperar hasta fines de la década de 1980 para llegar a un plano destacado a nivel internacional, cuando llegaron el entrenador Francisco Maturana y una generación de jugadores como Carlos Valderrama (elegido el mejor jugador sudamericano en 1987 y 1993), René Higuita, Freddy Rincón, Leonel Álvarez, Arnoldo Iguarán, Albeiro Usuriaga, Faustino Asprilla, Adolfo Valencia, entre otros. Así, el primer gran logro de esta Selección fue en la Copa América 1987, torneo en el que derrotó 2-1 al local Argentina en disputa por el tercer puesto. La selección argentina contaba en sus filas con jugadores de alto nivel, algunos de los cuales habían sido campeones en la Copa Mundial de Fútbol de 1986.

### Italia 1990

Alineación de Colombia antes del partido contra Alemania en Copa Mundial de Fútbol de 1990.

Colombia logra clasificar por segunda vez a una Copa Mundial luego de haber quedado primero del Grupo 2 con 2 victorias, 1 empate, 1 derrota y haber ganado la repesca intercontinental frente a una selección de Israel que encabezó el grupo en la fase final por la Clasificación de OFC para la Copa Mundial de Fútbol de 1990, Colombia derrotó a la Selección de Israel 1-0 en el partido de ida en Barranquilla, en el partido de vuelta empataron 0-0 en la ciudad israelí Ramat Gan, dejando un global de 1-0 a favor de Colombia. Los dirigidos por Francisco Maturana viajaron hasta Italia para componer el grupo D junto a Yugoslavia (que al final terminó 5.º en el Mundial), Alemania (que se coronó campeona del certamen) y los Emiratos Árabes Unidos.
Para su debut enfrentaron a los Emiratos Árabes Unidos, en un encuentro disputado el 9 de junio en el estadio Renato Dall'Ara, los colombianos lograron llevarse la victoria de 2-0 con goles de Bernardo Redín y Carlos Valderrama. El 14 de junio enfrentaron a Yugoslavia, pero a pesar del buen fútbol fueron derrotados por la mínima diferencia (1-0). Su enfrentamiento final era crucial, pues definiría si clasificaría a octavos o caería eliminada en primera ronda. Alemania contenía en ese entonces una nómina de lujo, en su escuadra enlistaban jugadores destacados como Jürgen Klinsmann, Lothar Matthäus, Pierre Littbarski, Andreas Brehme, Rudi Völler entre otros, además comandada por el técnico y según muchos el mejor jugador en la historia de la selección de Alemania, Franz Beckenbauer. A pesar de ello, al final de los primeros 45 minutos, el marcador estaba 0-0.
En el segundo tiempo ocurría lo mismo hasta el minuto 89 (faltando 1 minuto para el tiempo reglamentario), cuando Alemania sentencia el 1-0 con anotación de Pierre Littbarski (quien ingresó en el segundo tiempo) tras un pase Rudi Völler en una jugada individual, un gol que acababa con la ilusión y el sueño de Colombia de pasar la primera ronda de un mundial y avanzar por primera vez a octavos de final en un Mundial.
Pero a pesar de esto, la Selección de Colombia no se rindió, cuando estaba por darse terminado el partido justo en el último minuto de adición al tiempo reglamentario, y en lo que fue la última jugada del partido, terminó convirtiéndose en una última jugada de lujo y característico del estilo de juego colombiano, el toque corto y preciso, la particular jugada empezó gracias al jugador Leonel Álvarez quien recupera el balón después de un ataque alemán, lanzando un pase a Luis "Bendito" Fajardo quien transporta el balón al mediocampo permitiéndole a Carlos "El Pibe" Valderrama crear una jugada rápida y precisa entre Freddy Rincón y Luis "Bendito" Fajardo desequilibrando totalmente la defensa alemana, para así Carlos "El Pibe" Valderrama lanzar un pase al vacío nuevamente a Freddy Rincón quien al ver la salida apresurada del espigado guardameta alemán Bodo Illgner en el mano a mano, logra terminar la sensacional jugada con una clásica definición anotando el gol por debajo de las piernas del guardameta alemán, dejando el resultado final 1-1, y así la Selección de Colombia logra por primera vez una clasificación histórica a octavos de final como mejor tercero en el Mundial de Italia 90.
En octavos de final se enfrentó a Camerún, en un encuentro disputado el 23 de junio. A pesar de los esfuerzos por ambos equipos el primer tiempo terminó con un 0-0 y durante el segundo fue lo mismo, por lo que el partido se fue a prórroga. De no marcar ningún gol, el partido se definiría por lanzamientos desde el punto penal, pero esto no fue así ya que en el minuto 106 el jugador camerunés Roger Milla tras una jugada individual anotó el 1-0 y este mismo en el minuto 109 marcó el 2-0, aprovechando un error en la salida del arquero René Higuita. Aun así Colombia siguió jugando a ganar, Camerún optó por jugar al juego defensivo manteniendo su equipo en su mismo territorio, pero a pesar de esto, el equipo colombiano logró el descuento faltando 4 minutos para el final de la prórroga gracias a la anotación de Bernardo Redín tras un pase de Carlos "El Pibe" Valderrama, de esta manera el resultado final del partido terminó 2-1 a favor de los cameruneses.

### Estados Unidos 1994
Clasificó nuevamente cuatro años más tarde para el Mundial 1994 en Estados Unidos después de vencer a Argentina 5-0 en el estadio Monumental de Buenos Aires durante la última fecha de esta fase eliminatoria. Aún era dirigida por Maturana quien impuso un estilo particular de "toques" (sucesión de pases cortos), haciendo parte de los equipos favoritos antes de comenzar la fase final. El combinado colombiano integró el Grupo A compuesto también por el anfitrión Estados Unidos, Suiza y Rumania.
En el primer partido, Colombia cayó goleada 1-3 a manos de Rumania, con un espectacular gol de Gheorghe Hagi colgando al guardameta Óscar Córdoba. El segundo partido también fue derrota, 1-2 con Estados Unidos. En aquel juego el defensa central Andrés Escobar marcó un autogol. La única alegría colombiana fue el triunfo 2-0 sobre Suiza. Colombia, que había llegado con un amplio favoritismo por la prensa local e incluso por Pelé, luego del 5-0 sobre Argentina en la fase clasificatoria, se iba eliminada en la primera fase. Días después de la eliminación, Colombia enfrentó un drama: su defensa Andrés Escobar, quien marcó un autogol en el partido ante Estados Unidos, fue asesinado pasados unos días desde su regreso al país en Medellín.

### Francia 1998
Colombia obtuvo su tercera clasificación consecutiva para la fase final de una Copa Mundial de Fútbol, esta vez la Copa Mundial de 1998. Colombia obtuvo su clasificación con 8 victorias, 4 empates y 4 partidos perdidos, además con +8 goles de diferencia, sumando así 28 puntos en la tabla de clasificación, lo que le daba el tercer lugar y un cupo directo a la Copa Mundial de Fútbol. Después del sorteo, la Selección de Colombia compartió el Grupo G junto a las selecciones de Túnez, Inglaterra y Rumania.
El seleccionado nacional viajó a Lyon para debutar el 15 de junio frente a Rumania. El único gol del partido fue marcado casi a final del primer tiempo por el jugador Adrian Ilie, obteniendo así la victoria la selección de Rumania por la mínima diferencia (1-0). En ese partido, el técnico sustituyó a Faustino 'El Tino' Asprilla antes de terminar el juego, algo que disgustó al jugador, considerado uno de los mejores de la selección. Unos días después, Asprilla dio unas fuertes declaraciones a la prensa criticando al entrenador, por lo que este, con el respaldo de los jugadores del equipo, decidió expulsarlo de la convocatoria y sacarlo del mundial.
Su siguiente rival fue Túnez, en un encuentro disputado el 22 de junio, Colombia se llevó la victoria con un gol anotado por Léider Preciado al minuto 83, por lo que debía definir la clasificación a octavos de final frente al seleccionado de Inglaterra, que tenía una buena diferencia de gol, por lo que con un empate con cualquier número de goles, el clasificado era el equipo de Inglaterra. El partido se llevó a cabo el 26 de junio, la selección de Inglaterra abrió el marcador al minuto 20 con gol de Darren Anderton y nueve minutos más tarde, David Beckham marcó el segundo gol en una jugada de tiro libre. En este partido se destacó la participación del guardameta colombiano Faryd Mondragón, quien fue la gran figura de su equipo ya que atajó numerosas ocasiones de gol, evitando así una goleada. De esta manera, Colombia quedó eliminada en la fase de grupos con una victoria y dos derrotas. Pese a la eliminación, Faryd Mondragon fue nombrado mejor guardameta de la primera ronda del mundial.

### Brasil 2014
De la mano del entrenador argentino José Néstor Pékerman, Colombia se clasificó en el segundo puesto de las eliminatorias para la Copa Mundial Brasil 2014 por debajo de Argentina. Por primera vez en su historia, Colombia hizo 30 puntos en las eliminatorias y también fue cabeza de serie en el Sorteo de la Copa Mundial, lo que le permitió evitar en primera ronda a las mejores selecciones en la clasificación de la FIFA, tales como Brasil, Argentina, Alemania, España. Esto fue gracias a su tercer puesto obtenido en la Clasificación mundial de la FIFA de octubre de 2013.
En el sorteo le tocó el Grupo C, junto con Grecia, Costa de Marfil y Japón, ganando los tres partidos, superó 3-0 a la selección de Grecia, se impuso 2-1 a la selección de Costa de Marfil y culminó una excelente presentación en la fase de grupos goleando 4-1 a la selección asiática.
Colombia logró la clasificación a octavos de final como líder del Grupo C, así que su rival en octavos fue el segundo del grupo D, Uruguay. En esta ronda, la selección colombiana salió victoriosa por 2-0, siendo la primera vez en la historia en que el equipo clasificó a cuartos de final en un Mundial de fútbol.
En el enfrentamiento con Brasil en la siguiente ronda, Colombia fue derrotada 2-1, tras un polémico arbitraje. El equipo realizó un excelente trabajo en el certamen, quedando así como la quinta mejor selección del mundo (y cuarta a nivel general de puntos totales), siendo el mejor resultado obtenido en la historia de los mundiales para la selección de Colombia, aunque esta no fue la única distinción que recibió Colombia tras su paso por Brasil 2014. Ganó el premio Fair Play por ser la selección que promovió el juego limpio, con 5 tarjetas amarillas en 5 partidos disputados y ninguna tarjeta roja. Por su parte, el centrocampista James Rodríguez se convirtió en el máximo goleador de la cita, con 6 goles y consiguió que su primer gol marcado ante la selección de Uruguay fuera elegido como el mejor gol del Mundial. Además este gol le valió a James ganar el premio Puskás como el mejor gol del año 2014.
Además, Juan Guillermo Cuadrado fue el jugador con más asistencias y el portero Faryd Mondragón logró convertirse en el jugador más longevo en jugar un partido mundialista, al disputar 9 minutos frente a la selección de Japón. Incluso, los aficionados que estuvieron en Brasil 2014 eligieron a Colombia como la selección que mejores celebraciones realizó tras sus goles.

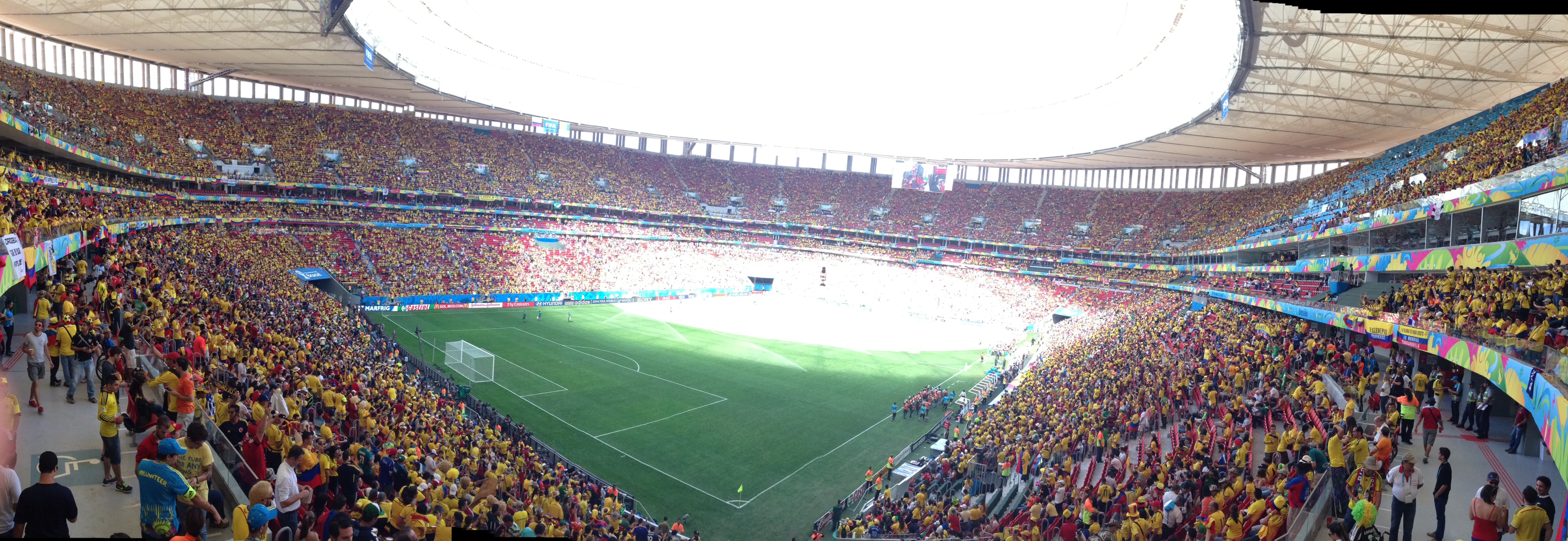
Vista panorámica del Estadio Mané Garrincha de Brasília, previo al partido Colombia-Costa de Marfil, el 19 de junio de 2014.

### Rusia 2018

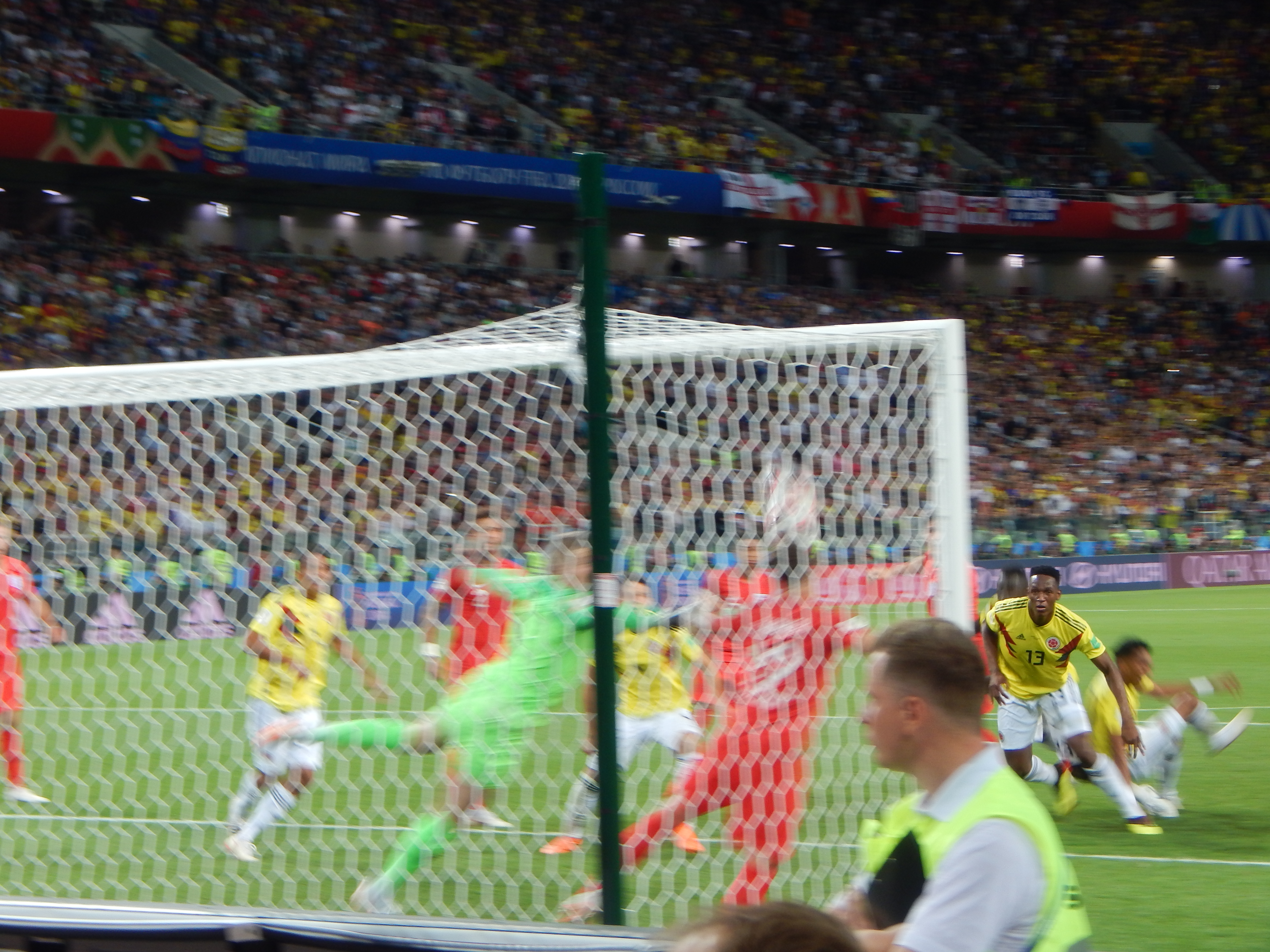
Gol de Yerry Mina que dio el empate a Colombia frente a Inglaterra en la Copa Mundial Rusia 2018.

Colombia se clasificó con 27 puntos en el cuarto puesto de las eliminatorias para la Copa Mundial Rusia 2018. En el sorteo realizado el día 1 de diciembre de 2017 en el Palacio Estatal del Kremlin en Moscú, la selección quedó en el grupo H junto a Polonia, Senegal y Japón.
En el primer partido del torneo Colombia se enfrentó a Japón y cayó derrotada por 1-2. El gol de Colombia lo marcó Quintero tras un lanzamiento de falta. En su segundo partido frente a Polonia, Colombia venció por marcador de 3-0, desplegando un fútbol exquisito y además su máximo goleador histórico Radamel Falcao García marcó su primer gol en un mundial, los demás goles fueron marcados por Yerry Mina y Juan Guillermo Cuadrado. El tercer encuentro disputado contra Senegal, Colombia lo ganó 1-0 y clasificó a octavos de final con anotación del defensor Yerry Mina luego de rematar de cabeza un tiro de esquina por lateral derecho (Min. 73).
En los octavos de final Colombia se enfrentó a Inglaterra, tras un agónico empate 1-1 en el minuto 90+3 con gol de Yerry Mina el conjunto de Pékerman perdió 3-4 en penales, quedando así eliminado del campeonato mundial.

## Últimos partidos y próximos encuentros
Actualizado al último partido jugado el 10 de junio de 2025
| Fecha      | Ciudad       | Racha | Local     | Resultado | Visitante | Competición                |
| ---------- | ------------ | ----- | --------- | --------- | --------- | -------------------------- |
| 10-10-2024 | El Alto      | No    | Bolivia   | 1:0 (0:0) | Colombia  | Eliminatorias Mundial 2026 |
| 15-10-2024 | Barranquilla | Sí    | Colombia  | 4:0 (1:0) | Chile     | Eliminatorias Mundial 2026 |
| 14-11-2024 | Montevideo   | No    | Uruguay   | 3:2 (0:1) | Colombia  | Eliminatorias Mundial 2026 |
| 19-11-2024 | Barranquilla | No    | Colombia  | 0:1 (0:1) | Ecuador   | Eliminatorias Mundial 2026 |
| 20-03-2025 | Brasilia     | No    | Brasil    | 2:1 (1:1) | Colombia  | Eliminatorias Mundial 2026 |
| 25-03-2025 | Barranquilla |       | Colombia  | 2:2 (2:1) | Paraguay  | Eliminatorias Mundial 2026 |
| 06-06-2025 | Barranquilla |       | Colombia  | 0:0       | Perú      | Eliminatorias Mundial 2026 |
| 10-06-2025 | Buenos Aires |       | Argentina | 1:1 (0:1) | Colombia  | Eliminatorias Mundial 2026 |
| 04-09-2025 | Barranquilla |       | Colombia  | -:-       | Bolivia   | Eliminatorias Mundial 2026 |
| 09-09-2025 | Maturín      |       | Venezuela | -:-       | Colombia  | Eliminatorias Mundial 2026 |
| 11-10-2025 | Arlington    |       | México    | -:-       | Colombia  | Partido amistoso           |
| 14-10-2025 | Harrison     |       | Colombia  | -:-       | Canadá    | Partido amistoso           |

## Uniforme
Desde sus inicios, la Selección de Colombia ha adoptado diversos colores para su uniforme. En 1938 usó camiseta celeste, pantaloneta y medias blancas (siendo su primer uniforme). En el año 1945 utilizó una indumentaria blanca con la bandera tricolor atravesando el pecho a media altura.
Para 1957 adoptó un uniforme con camiseta azul oscuro, pantaloneta blanca con medias azul oscuro o blanco, pero no hubo camiseta alternativa, sino una variación de pantaloneta y medias con los colores invertidos (azul oscuro y blanco, respectivamente). Hacia 1971 llegó el uniforme color naranja que evocaba la poderosa selección de los Países Bajos, subcampeona mundial en 1974 y 1978, camiseta naranja con la bandera nacional cruzada en el pecho, pantaloneta blanca y medias naranja, acompañada por una suplente blanca con la bandera nacional cruzada en el pecho. En 1985 inició la era tricolor para el uniforme de la Selección de Colombia, con camiseta roja, pantaloneta azul y medias amarillas para partidos como local y camiseta amarilla como alternativa. Para la Copa América 1993 y para la Copa Mundial de Fútbol de 1994 la Selección de Colombia usó como local camiseta amarilla, pantaloneta azul y medias rojas, y como alternativa camiseta azul con pantaloneta y medias rojas.
Desde 1998 hasta cuando el equipo clasificó a Brasil 2014 se usaron los mismos colores para el uniforme de local (desde 2013 con medias blancas) y como alternativa camiseta azul, pantaloneta blanca y medias blancas. Para el mundial de Brasil 2014, la indumentaria cambió drásticamente, camiseta amarilla con una franja azul sobre el pecho y cinco rayas en diagonal con color azul, pantaloneta blanca y medias amarillas, rojo y blanco; el uniforme alternativo constaba de camiseta roja (evocando la mejor presentación de la selección de Colombia en Mundiales hasta el momento, Italia 1990), pantaloneta azul y medias rojas; este uniforme se usó oficialmente por única vez en el partido por cuartos de final del mundial de 2014 contra el anfitrión. Para el 2015, Adidas lanzó un nuevo uniforme de Colombia para la Copa América de Chile y Eliminatorias hacia Rusia 2018, este conserva el mismo diseño al utilizado en las eliminatorias hacía Brasil 2014, con la diferencia que esta vez posee en el pecho un patrón con tres tonos de color amarillo, que simulan la bandera de Colombia; aunque por decisión del cuerpo técnico, la pantaloneta como las medias serían remplazados por las que vienen con el uniforme alterno, es decir, en blanco. Se retomaría la camiseta azul, agregando los colores de la bandera colombiana en el pecho. La marca alemana Adidas lanzó en 2016 un uniforme monocromático, evocando el utilizado en 1975, es decir, totalmente blanco. Para el 2019 en adelante, la marca alemana lanzaría dos diseños destacando el regreso de los colores habituales al uniforme principal con camiseta amarilla, pantaloneta azul y medias rojas con un diseño muy polémico, criticado especialmente en la camiseta con líneas azules en el pecho repetidas y para el 2021 se lanzó un nuevo diseño más sencillo con un color amarillo más pálido en la camiseta siguiendo con la pantaloneta azul y medias rojas.
| 1938 (Primero) | (Ver evolución) | 2025 (Actual) |  |

## Escudo

Escudo oficial desde 2023.

El escudo de la Federación Colombiana de Fútbol es el emblema oficial de la Selección de Colombia a nivel internacional. El actual logo de la Federación Colombiana de Fútbol fue elaborado en 1971 por la diseñadora gráfica Rosalba Chiriví de Gélvez, graduada de la Universidad Nacional de Colombia. Fue encargada por Alfonso Senior Quevedo para que ella hiciera la imagen corporativa de la entidad, que se preparaba para el Torneo Preolímpico Sudamericano Sub-23 de 1972.
Rosalba Chiriví de Gélvez realizó 6 distintos logos para la Federación Colombiana de Fútbol. El diseño finalmente escogido se inspiraba en un balón de fútbol, el cual está incrustado en el interior de un círculo. El balón posee franjas blancas las cuales reflejan las subdivisiones que tiene toda pelota de este deporte. En el borde de la mitad inferior, la circunferencia muestra tres barras con los colores de la bandera de Colombia, una de color amarillo, otra azul y otra roja que conserva las proporciones de los colores de la bandera: el color amarillo se encuentra relleno en el 50%, el color azul en un 25% y el rojo dispone del otro 25%. Entretanto, la leyenda del nombre oficial de la asociación está inscrita en el borde de la mitad superior del círculo formando un arco a color negro con fuente tipográfica Impact, así: 'Federación Colombiana de Fútbol'. A su vez, el remate exterior del círculo es de color dorado o azul.
Sin embargo, a lo largo de los últimos años, el escudo ha sido levemente modificado en el segundo uniforme de la Selección:
Para el Mundial de Brasil 2014, el color de todo el logo fue completamente de color azul rey (incluyendo también a franja que tradicionalmente contiene los colores de la bandera de Colombia), manteniendo como fondo de todo el logo, el color blanco
Para la Copa América 2015, el escudo conservó la estructura que diseñó Rosalba Chiriví de Gélvez, pero el color del balón y el nombre de la Federación fueron de color amarillo y el fondo de todo el logo, tradicionalmente blanco, varió a un azul oscuro.
Para el Mundial de Rusia 2018, el color de todo el logo fue completamente de color naranja (incluyendo también a franja que tradicionalmente contiene los colores de la bandera de Colombia), utilizando como fondo de todo el logo un color azul marino
En el año 2023 se renovó la imagen, tanto de la Selección de Colombia, como de la Federación Colombiana de Fútbol. Al escudo anterior se le cambió la orientación del balón en su interior, y se suprimió el borde azul, anteriormente amarillo, que lo contenía. También se cambió la tipografía de la frase "Federación Colombiana de Fútbol" adoptando una propia, diseñada para la nueva identidad visual de la Selección.
Este emblema ha sido utilizado en la indumentaria oficial de la Selección de Colombia en todas sus categorías desde 1975, siendo el uniforme para ese entonces, camiseta anaranjada, pantaloneta negra y medias anaranjadas. No obstante, cuando fue fundada la FCF, en 1924, la insignia era diferente, consistía en la bandera nacional sobre un escudo suizo con relleno blanco.

## Instalaciones

### Estadio Metropolitano Roberto Meléndez
A partir de las eliminatorias a la Copa del Mundo de 1990, la selección de Colombia ha utilizado para sus partidos como local el estadio Metropolitano Roberto Meléndez de Barranquilla, ciudad conocida por su clima extremadamente caluroso y húmedo. El campo ha sido calificado por equipos de países templados como "horno" o "infierno". Dejó de usarlo parcialmente para las eliminatorias del 2010, donde jugó en Bogotá y Medellín, hasta 2011.
El estadio Metropolitano fue inaugurado el 11 de mayo de 1986 sustituyendo al estadio Romelio Martínez como principal escenario de la ciudad. En la actualidad es el escenario donde juega como local el Junior de la Categoría Primera A y el Barranquilla F. C. de la Primera B.
El estadio tiene cuatro tribunas: Sur, Norte, Oriental y Occidental. Todas tienen partes alta y baja. Para el Mundial Sub-20 de 2011 fue suprimida la tribuna occidental numerada (occidental baja con silletería) ya que se instaló silletería en todo el estadio. Posee además cuatro camerinos, ocho baños, 27 cabinas de radio, sala de prensa, sistemas de torres de iluminación (24 reflectores), servicios médicos y estacionamientos con capacidad para 2000 vehículos. La cancha mide 110 m por 75 m.

### Sede Deportiva de la FCF en Bogotá

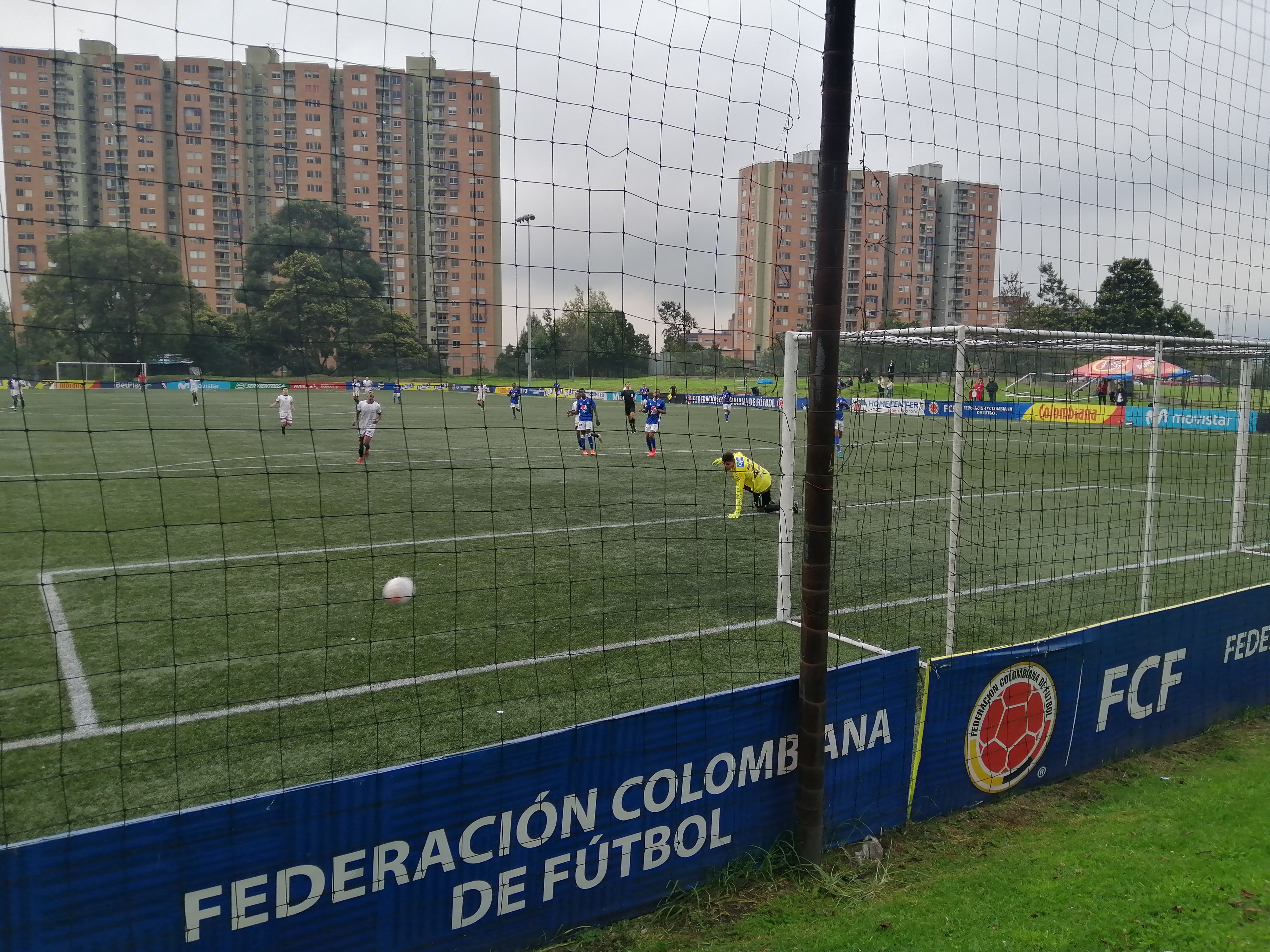
Cancha de la Sede Deportiva de la FCF en Bogotá.

El 6 de noviembre de 2013, la Federación Colombiana de Fútbol inauguró la sede de entrenamiento y hospedaje de las selecciones nacionales de fútbol. El complejo deportivo está situado en la ciudad de Bogotá, y ocupa un área de 6 hectáreas. Está dotado de dos canchas reglamentarias, un hotel, restaurante, sala de prensa, auditorio, zona de servicios médicos, gimnasio, camerinos, entre otras instalaciones deportivas y administrativas.
Una de las principales bondades del proyecto es su ubicación, pues se encuentra integrada al Parque Metropolitano Simón Bolívar, considerado el principal pulmón de la ciudad. El predio está localizado en la Carrera 30 con Calle 64, a solo cinco minutos del Estadio El Campín y está integrada al Centro de Alto Rendimiento, uno de los más grandes de Latinoamérica. El proyecto hace parte de la política de la FCF enfocada a fortalecer los procesos deportivos y entregar todas las herramientas necesarias, especialmente a las selecciones juveniles, que son los semilleros y el futuro del fútbol colombiano.

### Centro de Alto Rendimiento de Barranquilla
Para mediados de 2016, se inició la construcción del Centro de Alto Rendimiento para las selecciones Colombia de fútbol sobre el nivel del mar. Las instalaciones estarán ubicadas dentro del complejo habitacional Alameda del Río, una ciudadela situada al suroccidente de Barranquilla, en la avenida Circunvalar, entre carreras 38 y 46; que además de esta sede deportiva, contará con colegio, hospital, biblioteca, viviendas y zona comercial. El predio tendrá un área total de 8,8 hectáreas. El centro estará compuesto por 6 bloques de construcción. En el primer bloque estará ubicado el auditorio, oficinas, zona administrativa, salas de internet y zonas sociales. En el segundo, estará ubicado el restaurante; el tercero, contará con 32 habitaciones en total con capacidad para 46 personas; el cuarto estará destinado al acondicionamiento físico y ahí funcionarán el gimnasio, fisioterapia y zonas húmedas con sauna, turco y piscina; en el bloque cinco habrá camerinos con capacidad para dos equipos, depósitos de utilería, enfermería y bahía de parqueo para ambulancias y buses. Finalmente, el bloque seis estará destinado al fútbol sala, proyectando a futuro un coliseo para la práctica de esta disciplina. La constructora seleccionada para ejecutar el proyecto es Amarilo y tendrá un costo alrededor de los $12.000 millones.
Actualmente, el conjunto colombiano se aloja en uno de los más modernos e importantes hoteles ubicados al norte de la ciudad, el Hilton Gardens Inn; donde realizan labores de gimnasio y fisioterapia. Para las prácticas y entrenamientos de fútbol, usualmente utilizan canchas del polideportivo de la Universidad Autónoma del Caribe.

## Rivalidades
La selección colombiana mantiene una gran rivalidad futbolística con sus dos países vecinos, Ecuador y Venezuela, siendo de los mayores clásicos de Sudamérica en la última década y junto a la selección ecuatoriana disputan el tradicional de La Gran Colombia.

### Principales historiales
- Actualizado al 19 de noviembre de 2024 (datos según Federación Colombiana de Fútbol).[96]

| Equipo   | Partidos | Partidos Ganados | Partidos Empatados | Goles a favor |
| -------- | -------- | ---------------- | ------------------ | ------------- |
| Colombia | 50       | 23               | 13                 | 54            |
| Ecuador  | 50       | 14               | 13                 | 45            |

- Actualizado al 10 de septiembre de 2024 (datos según Federación Colombiana de Fútbol).[97]

| Equipo    | Partidos | Partidos Ganados | Partidos Empatados | Goles a favor |
| --------- | -------- | ---------------- | ------------------ | ------------- |
| Colombia  | 46       | 23               | 16                 | 66            |
| Venezuela | 46       | 7                | 16                 | 26            |

## Jugadores
Desde la primera convocatoria de Alfonso Novoa en 1938, la selección de Colombia ha estado integrada por más de 150 futbolistas aproximadamente.

### Última convocatoria
Lista de 25 jugadores que fueron convocados para disputar los partidos de Eliminatorias para 2026 ante  Perú el 6 de junio y  Argentina el 10 de junio.
| N.º | Nombre                | Posición          | Edad    | PJ  | Goles | Club Actual       |
| --- | --------------------- | ----------------- | ------- | --- | ----- | ----------------- |
| 1   | David Ospina          | Portero           | 36 años | 129 | 0     | Atlético Nacional |
| 12  | Camilo Vargas         | Portero           | 36 años | 37  | 0     | Atlas             |
| 22  | Kevin Mier            | Portero           | 25 años | 2   | 0     | Cruz Azul         |
| 2   | Andrés Felipe Román   | Lateral derecho   | 29 años | 2   | 0     | Atlético Nacional |
| 3   | Jhon Lucumí           | Central izquierdo | 27 años | 29  | 0     | Bologna           |
| 4   | Deiver Machado        | Lateral izquierdo | 31 años | 12  | 0     | Lens              |
| 13  | Yerry Mina            | Central izquierdo | 30 años | 50  | 7     | Cagliari          |
| 18  | Cristian Borja        | Lateral izquierdo | 32 años | 9   | 0     | América           |
| 21  | Daniel Muñoz          | Lateral derecho   | 29 años | 40  | 3     | Crystal Palace    |
| 23  | Dávinson Sánchez      | Central derecho   | 29 años | 71  | 3     | Galatasaray       |
| --  | Willer Ditta          | Central derecho   | 27 años | 2   | 0     | Cruz Azul         |
| 5   | Kevin Castaño         | Volante de marca  | 24 años | 19  | 0     | River Plate       |
| 6   | Richard Ríos          | Volante mixto     | 25 años | 23  | 2     | Benfica           |
| 8   | Jorge Carrascal       | Volante ofensivo  | 27 años | 20  | 2     | Flamengo          |
| 10  | James Rodríguez       | Volante creativo  | 34 años | 116 | 29    | León              |
| 11  | Jhon Arias            | Volante ofensivo  | 27 años | 31  | 3     | Wolverhampton     |
| 15  | Rafael Carrascal      | Volante mixto     | 32 años | 0   | 0     | América de Cali   |
| 16  | Jefferson Lerma       | Volante de marca  | 30 años | 56  | 3     | Crystal Palace    |
| 20  | Gustavo Puerta        | Volante mixto     | 22 años | 0   | 0     | Hull City         |
| --  | Yáser Asprilla        | Volante ofensivo  | 21 años | 8   | 2     | Girona            |
| 7   | Luis Díaz             | Extremo           | 28 años | 64  | 19    | Bayern Múnich     |
| 9   | Marino Hinestroza     | Extremo           | 23 años | 1   | 0     | Atlético Nacional |
| 14  | Juan Camilo Hernández | Delantero centro  | 26 años | 6   | 2     | Real Betis        |
| 17  | Jáminton Campaz       | Extremo           | 25 años | 5   | 0     | Rosario Central   |
| 19  | Luis Suárez           | Delantero centro  | 27 años | 5   | 0     | Sporting CP       |
| DT  | Néstor Lorenzo        | Entrenador        | 59 años | 36  | +34   |                   |

- En la casilla Club Actual se registra el equipo al cual pertenece actualmente un jugador, no al que esta registrado al momento de la convocatoria.

### Otros recientemente convocados
Otros jugadores recientemente llamados en convocatorias diferentes a la anterior, destacando los convocados desde octubre de 2024. Algunos se encuentran en etapa de recuperación por lesión.
|    | Nombre                 | Posición          | Edad    | PJ | Goles | Club Actual       | Última convocatoria                       | Fecha      |
| -- | ---------------------- | ----------------- | ------- | -- | ----- | ----------------- | ----------------------------------------- | ---------- |
| 22 | Álvaro Montero         | Portero           | 30 años | 8  | 0     | Vélez Sarsfield   | vs. Paraguay - Eliminatorias Mundial 2026 | 25-03-2025 |
| 2  | Juan David Cabal       | Central izquierdo | 24 años | 2  | 0     | Juventus          | vs. Chile - Eliminatorias Mundial 2026    | 15-10-2024 |
| 2  | Carlos Cuesta          | Central derecho   | 26 años | 23 | 0     | Galatasaray       | vs. Paraguay - Eliminatorias Mundial 2026 | 25-03-2025 |
| 4  | Santiago Arias         | Lateral derecho   | 33 años | 62 | 0     | Bahia             | vs. Paraguay - Eliminatorias Mundial 2026 | 25-03-2025 |
| 17 | Johan Mojica           | Lateral izquierdo | 32 años | 38 | 1     | Mallorca          | vs. Paraguay - Eliminatorias Mundial 2026 | 25-03-2025 |
| 8  | Sebastián Gómez        | Volante de marca  | 29 años | 2  | 0     | Coritiba          | vs. Ecuador - Eliminatorias Mundial 2026  | 19-11-2024 |
| 15 | Mateus Uribe           | Volante mixto     | 34 años | 62 | 6     | Atlético Nacional | vs. Ecuador - Eliminatorias Mundial 2026  | 19-11-2024 |
| 15 | Juan Portilla          | Volante mixto     | 26 años | 3  | 0     | Talleres          | vs. Paraguay - Eliminatorias Mundial 2026 | 25-03-2025 |
| 20 | Juan Fernando Quintero | Volante creativo  | 32 años | 41 | 5     | River Plate       | vs. Paraguay - Eliminatorias Mundial 2026 | 25-03-2025 |
| -- | Nelson Deossa          | Volante mixto     | 25 años | 0  | 0     | Real Betis        | vs. Chile - Eliminatorias Mundial 2026    | 15-10-2024 |
| 9  | Jhon Córdoba           | Delantero centro  | 32 años | 16 | 4     | Krasnodar         | vs. Paraguay - Eliminatorias Mundial 2026 | 25-03-2025 |
| 9  | Jhon Durán             | Delantero centro  | 21 años | 17 | 3     | Fenerbahçe        | vs. Perú - Eliminatorias Mundial 2026     | 06-06-2025 |
| 18 | Luis Sinisterra        | Extremo           | 26 años | 18 | 5     | Bournemouth       | vs. Chile - Eliminatorias Mundial 2026    | 15-10-2024 |
| 18 | Carlos Gómez           | Extremo           | 22 años | 4  | 2     | Vasco da Gama     | vs. Ecuador - Eliminatorias Mundial 2026  | 19-11-2024 |
| 19 | Roger Martínez         | Delantero centro  | 31 años | 28 | 4     | Al-Taawoun        | vs. Bolivia - Eliminatorias Mundial 2026  | 10-10-2024 |
| 19 | Rafael Santos Borré    | Delantero centro  | 29 años | 40 | 6     | Internacional     | vs. Paraguay - Eliminatorias Mundial 2026 | 25-03-2025 |
| -- | Johan Carbonero        | Extremo           | 26 años | 0  | 0     | Internacional     | vs. Paraguay - Eliminatorias Mundial 2026 | 25-03-2025 |

## Datos de la selección
- Participaciones en la Copa Mundial de Fútbol (6): 1962, 1990, 1994, 1998, 2014 y 2018.
  - Mejor participación: Cuartos de final, Brasil 2014.
  - Botín de Oro: James Rodríguez 6 goles en 2014.
  - Trofeo FIFA Fair Play: 2014.[101]
  - Mejor gol del torneo: James Rodríguez (Colombia vs. Uruguay) en 2014.
- Participaciones en los Juegos Olímpicos (5): 1968, 1972, 1980, 1992 y 2016.
  - Mejor participación:  Cuartos de final, Río 2016.
- Participaciones en la Copa Mundial Sub-20 (11): 1985, 1987, 1989, 1993, 2003, 2005, 2011, 2013, 2015, 2019 y 2023.
  - Mejor participación: Tercer lugar en 2003.
  - Botín de Oro: Henry Zambrano 3 goles en 1993.
  - Trofeo FIFA Fair Play: 1985, 2003 y 2005.
  - Mejor Gol del Torneo: Juan Fernando Quintero (Colombia vs. Corea del Sur) en 2013.
- Participaciones en la Copa Mundial Sub-17 (6): 1989, 1993, 2003, 2007, 2009 y 2017.
  - Mejor participación: Cuarto lugar en 2003 y 2009.
  - Botín de Plata: Carlos Daniel Hidalgo 5 goles 2003.

### Más participaciones

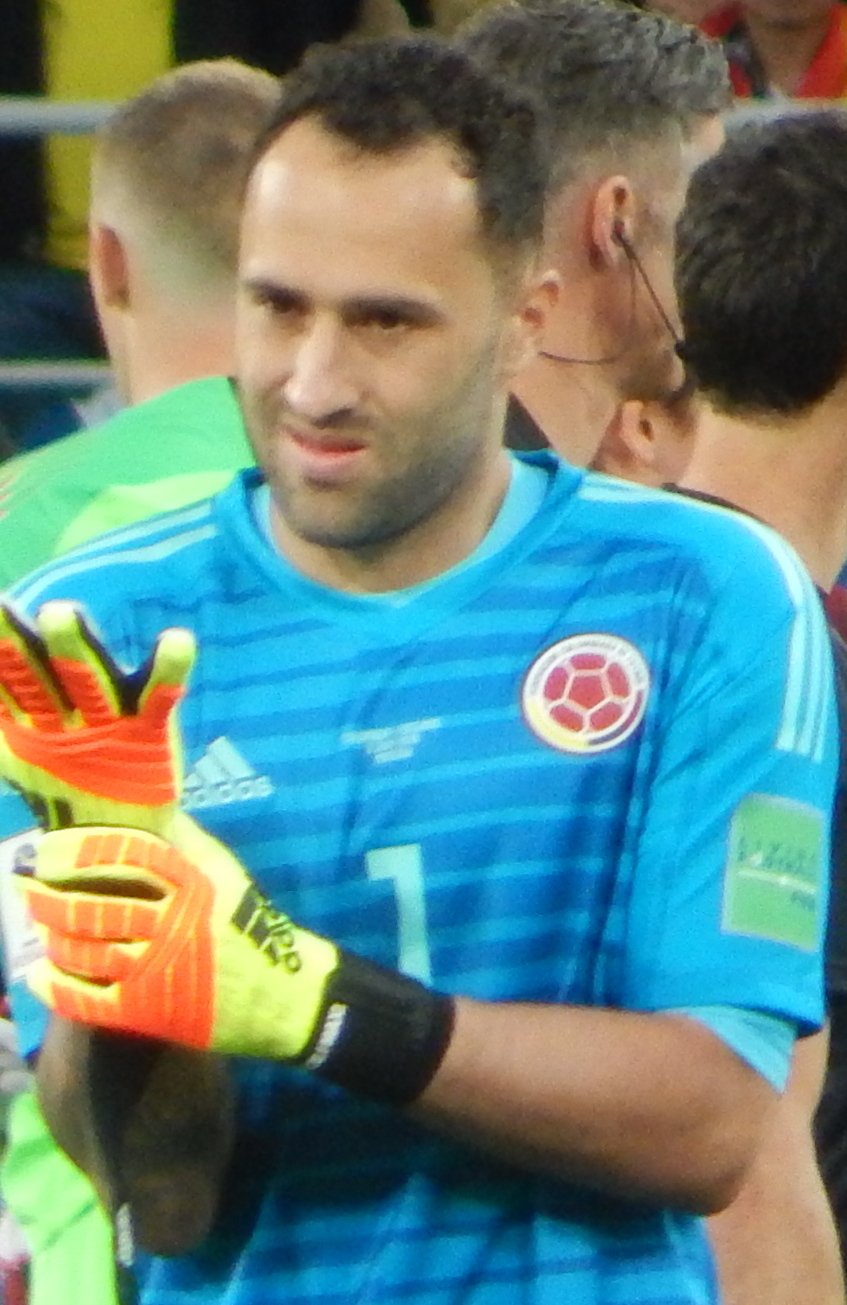
David Ospina más participaciones en la historia de la selección colombiana

| N.º                                       | Nombre              | Posición      | Partidos | Goles | Periodo         |
| ----------------------------------------- | ------------------- | ------------- | -------- | ----- | --------------- |
| 1.                                        | David Ospina        | Portero       | 129      | 0     | 2007-presente   |
| 2.                                        | James Rodríguez     | Mediocampista | 116      | 29    | 2011 - presente |
| 3.                                        | Juan Cuadrado       | Mediocampista | 116      | 11    | 2010-2023       |
| 4.                                        | Carlos Valderrama   | Mediocampista | 111      | 11    | 1985-1998       |
| 5.                                        | Radamel Falcao      | Delantero     | 105      | 36    | 2007-2023       |
| 6.                                        | Mario Yepes         | Defensa       | 102      | 6     | 1999-2014       |
| 7.                                        | Leonel Álvarez      | Mediocampista | 101      | 1     | 1985-1997       |
| 8.                                        | Carlos Sánchez      | Mediocampista | 88       | 0     | 2007-2018       |
| 9.                                        | Freddy Rincón       | Mediocampista | 85       | 17    | 1990-2001       |
| 10.                                       | Luis Carlos Perea   | Defensa       | 78       | 2     | 1987-1994       |
| 11.                                       | Óscar Córdoba       | Portero       | 74       | 0     | 1993-2006       |
| 12.                                       | Luis Amaranto Perea | Defensa       | 74       | 0     | 2002-2014       |
| 13.                                       | Iván Ramiro Córdoba | Defensa       | 73       | 5     | 1997-2010       |
| 14.                                       | Abel Aguilar        | Mediocampista | 71       | 8     | 2004-2018       |
| 15.                                       | Dávinson Sánchez    | Defensa       | 71       | 3     | 2016 - presente |
| Última actualización: 10 de junio de 2025 |                     |               |          |       |                 |

### Máximos goleadores

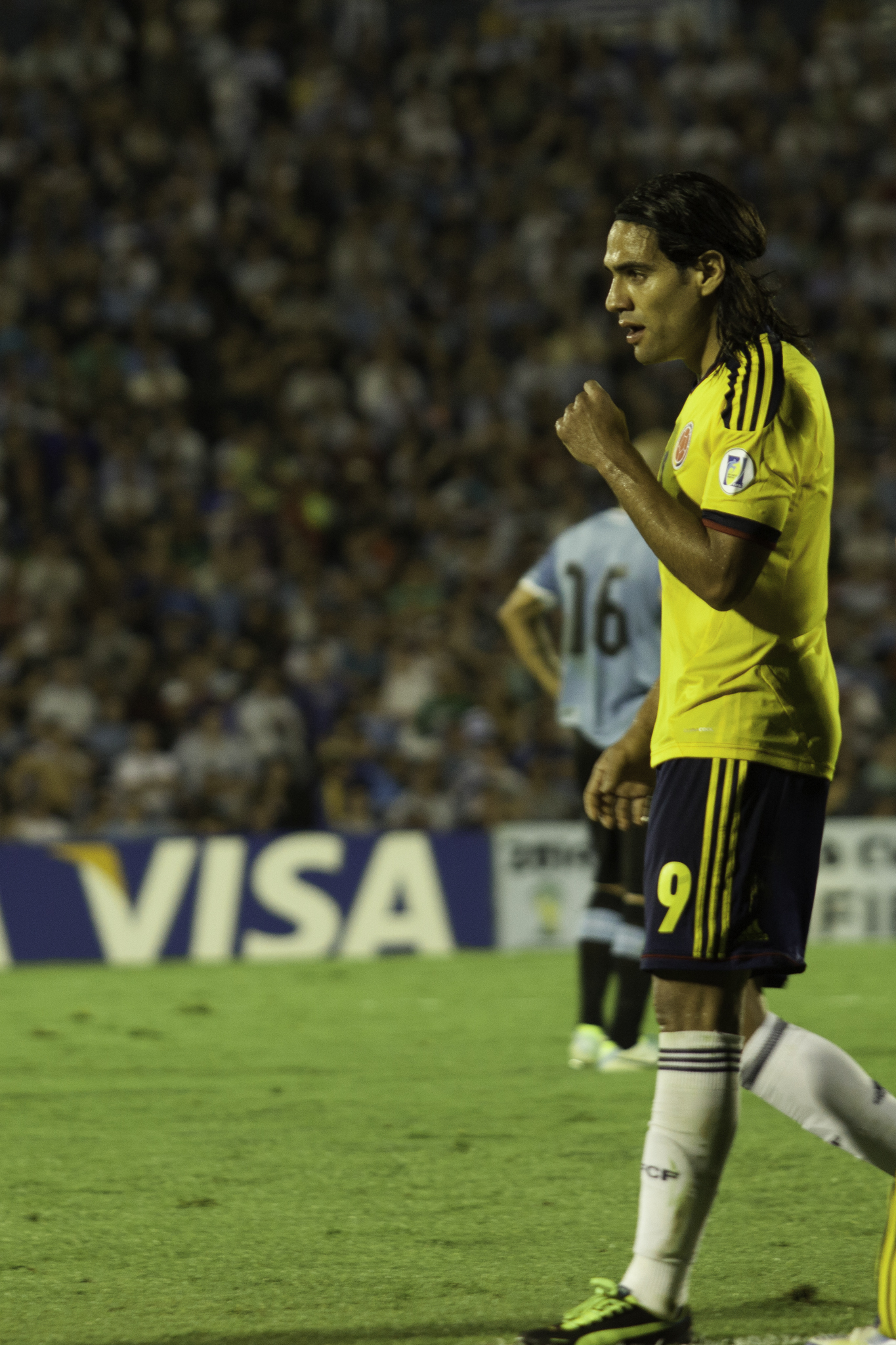
Radamel Falcao máximo goleador en la historia de la selección colombiana.

| N.º                                       | Nombre                  | Posición      | Periodo         | Goles | Partidos | Promedio |
| ----------------------------------------- | ----------------------- | ------------- | --------------- | ----- | -------- | -------- |
| 1.                                        | Radamel Falcao          | Delantero     | 2007-2023       | 36    | 105      | 0,34     |
| 2.                                        | James Rodríguez         | Mediocampista | 2011 - presente | 29    | 116      | 0,25     |
| 3.                                        | Arnoldo Iguarán         | Delantero     | 1979-1993       | 25    | 68       | 0,36     |
| 4.                                        | Faustino Asprilla       | Delantero     | 1993-2001       | 20    | 57       | 0,35     |
| 5.                                        | Luis Díaz               | Delantero     | 2018 - presente | 19    | 64       | 0,27     |
| 6.                                        | Freddy Rincón           | Mediocampista | 1990-2001       | 17    | 85       | 0,20     |
| 7.                                        | Carlos Bacca            | Delantero     | 2010-2018       | 16    | 52       | 0,29     |
| 8.                                        | Teófilo Gutiérrez       | Delantero     | 2009-2017       | 15    | 52       | 0,28     |
| 9.                                        | Víctor Hugo Aristizábal | Delantero     | 1993-2003       | 15    | 66       | 0,23     |
| 10.                                       | Adolfo Valencia         | Delantero     | 1992-1998       | 14    | 38       | 0,38     |
| 11.                                       | Iván René Valenciano    | Delantero     | 1991-2000       | 13    | 29       | 0,44     |
| 12.                                       | Anthony de Ávila        | Delantero     | 1983-1998       | 13    | 54       | 0,24     |
| 13.                                       | Willington Ortiz        | Delantero     | 1973-1985       | 12    | 49       | 0,24     |
| 14.                                       | Carlos Valderrama       | Mediocampista | 1985-1998       | 11    | 111      | 0,09     |
| 15.                                       | Juan Cuadrado           | Mediocampista | 2010-2023       | 11    | 116      | 0,09     |
| Última actualización: 10 de junio de 2025 |                         |               |                 |       |          |          |

### Máximos asistentes

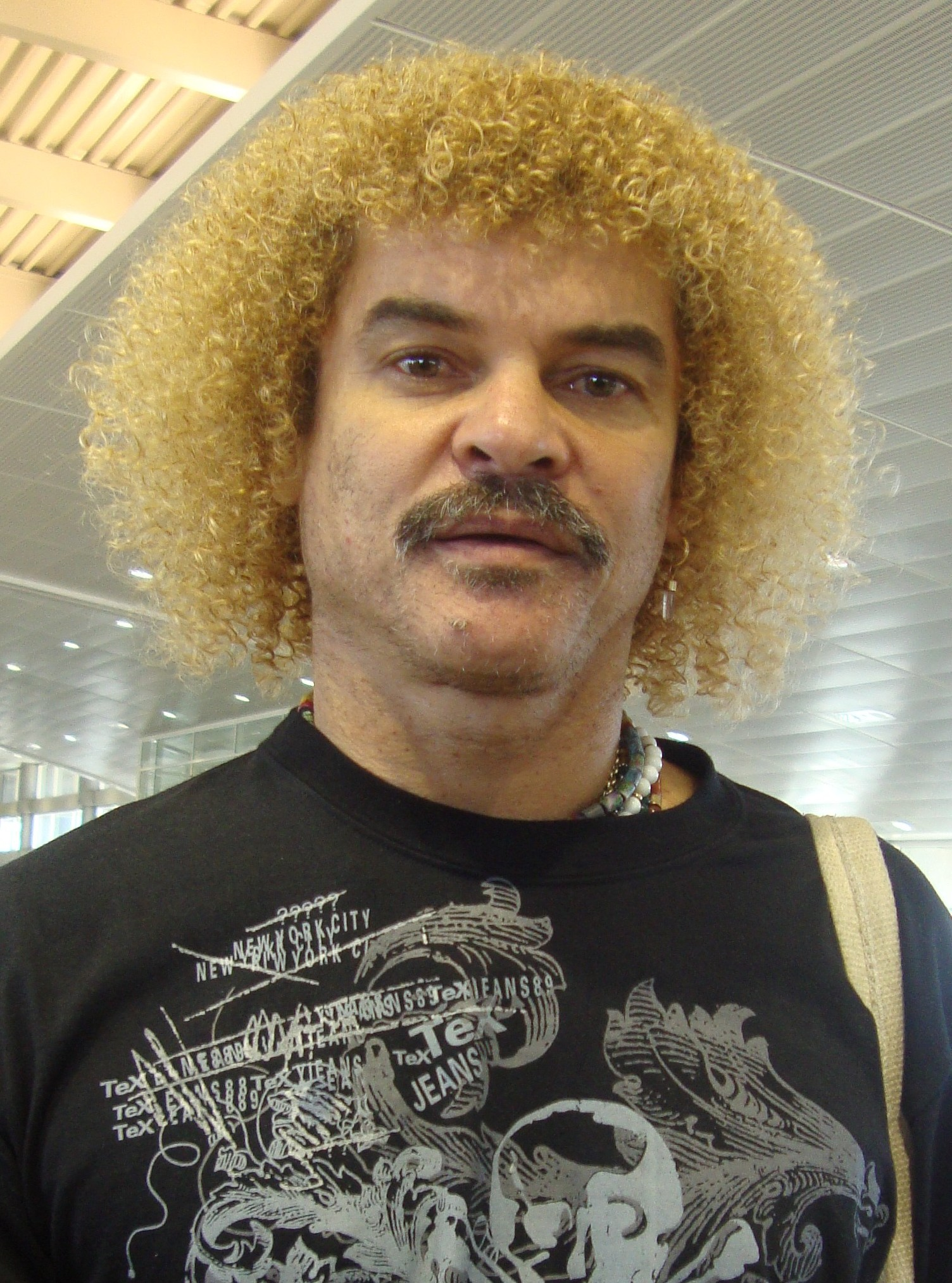
Carlos Valderrama máximo asistente en la historia de la selección colombiana.

| N.º                                       | Nombre            | Posición      | Asistencias | Partidos | Promedio(A) | Periodo         |
| ----------------------------------------- | ----------------- | ------------- | ----------- | -------- | ----------- | --------------- |
| 1.                                        | Carlos Valderrama | Mediocampista | 40          | 111      | 0,36        | 1985-1998       |
| 2.                                        | James Rodríguez   | Mediocampista | 38          | 116      | 0,33        | 2011 - presente |
| 3.                                        | Juan Cuadrado     | Mediocampista | 16          | 116      | 0,13        | 2010-2023       |
| Última actualización: 10 de junio de 2025 |                   |               |             |          |             |                 |

## Entrenadores

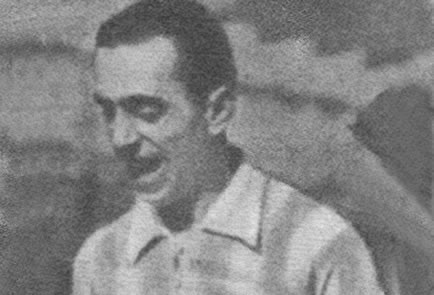
Fernando Paternoster fue el primer seleccionador extranjero (argentino) en la historia de la selección colombiana y el segundo a nivel general. También, fue el primero en dirigir un partido internacional.

A lo largo de la historia, la selección Colombia ha sido dirigida por 37 seleccionadores [cita requerida]. Después de la era amateur del equipo nacional, el primer entrenador fue el colombiano Alfonso Novoa [cita requerida], quien dirigió la selección que alcanzó la primera victoria a nivel internacional frente a Panamá en 1938, en los Juegos Centroamericanos y del Caribe [cita requerida].
Importantes exfubolistas y estrategas han sido parte de históricos resultados como el argentino Fernando Paternoster quien fue el primer seleccionador extranjero en la historia de la selección y el segundo a nivel general; Efraín Sánchez fue el técnico del equipo subcampeón de la Copa América de 1975; Adolfo Pedernera clasificó y dirigió a Colombia en su primer Mundial (Chile 62); El peruano José Arana Cruz fue el estratega de la selección campeona de los Juegos Centroamericanos y del Caribe disputados en Barranquilla; el antioqueño Gabriel Ochoa Uribe condujo el conjunto que le ganó por primera vez a una selección europea, Polonia; Francisco Maturana volvió a llevar a Colombia a un Mundial (Italia 90) después de 28 años. También alcanzó un cupo para la Copa Mundo de USA 94 y en esas Eliminatorias goleó 5-0 a los argentinos en Buenos Aires. Además dirigió el equipo campeón de la Copa América 2001, disputada en Colombia; Luis Augusto García dirigió a la selección en la Copa América de Chile 1991, y logró la primera victoria sobre Brasil en partido oficial el 13 de julio, ganó 2-0 y Hernán Darío Gómez le dio continuidad al proceso de Francisco Maturana y llevó a Colombia a su cuarta participación mundialista en Francia 98.
Por la dirección de la Selección de Colombia han pasado 25 técnicos nacionales, 6 argentinos, 2 yugoslavos, 1 peruano, 1 paraguayo y 1 austriaco. Hasta el momento, el cuerpo técnico con el proceso más prolongado ha sido el del argentino José Néstor Pékerman, quien dirigió a la selección desde el 18 de enero de 2012 hasta el 31 de agosto de 2018, para un total de 6 años; entretanto, el estratega que más partidos ha dirigido es Francisco Maturana, con 106 partidos en sus 3 años acumulados al frente del equipo. Por su parte, el entrenador que menos tiempo ha estado en el banco nacional ha sido el paraguayo César López Fretes, quien dirigió un solo partido el 20 de mayo de 1970.

### Dirección técnica actual
| Integrantes Selección Absoluta  | Integrantes Selección Absoluta | Integrantes Selección Absoluta | Integrantes Selección Absoluta | Integrantes Selección Absoluta | Integrantes Selección Absoluta |
| ------------------------------- | ------------------------------ | ------------------------------ | ------------------------------ | ------------------------------ | ------------------------------ |
| Entrenador:                     | Néstor Lorenzo                 | Asistente técnico              | Luis Amaranto Perea            | Asistente de campo:            | Fernando Alloco                |
| Preparador físico:              | Leandro Jorge                  | Preparador de porteros:        | Alejandro Javier Otamendi      | Especialista en video análisis | Valentino Dressino             |
| Asistente de video:             | Iván Cárdenas                  | Médico:                        | Gustavo Pineda                 | Fisioterapeuta                 | Carlos Entrena                 |
| Kinesiólogo:                    | José Rendón                    | Gerente deportivo:             | Iván Novella                   | Jefe de prensa:                | Juan Raúl Mejía                |
| Oficial de seguridad:           | Bandera de ?                   | Utilero:                       | Héctor Abadía                  | Utilero:                       | William Torres                 |
| Integrantes Selecciones menores |                                |                                |                                |                                |                                |
| Entrenador Sub-20:              | César Torres                   | Entrenador Sub-17:             | Freddy "Churta" Hurtado        | Entrenador Sub-15:             | Jorge "Chamo" Serna            |
| Asistente técnico Sub-20:       | Yeisson Galvis Torres          | Asistente técnico Sub-17:      | Jorge "Chamo" Serna            | Asistente técnico Sub-15:      | Álex de Alba                   |
| Preparador de porteros Sub-20:  | Hugo Guzmán Pinto              | Preparador de porteros Sub-17: | Hugo Tuberquia                 | Preparador de porteros Sub-15: | Carlos "Enfermero" Pérez       |

## Patrocinadores

### Patrocinadores oficiales
- Cerveza Águila / Pony Malta (desde 1991)
- BetPlay (desde 2019)[107]

### Indumentaria oficial
- Adidas (desde 2011)[108]

### Socios oficiales
- Movistar (desde 2005)
- Homecenter (desde 2011)[109]
- Bancolombia (desde 2015)[110]
- Postobón (a través de su producto la bebida gaseosa Colombiana La Nuestra) (desde 2019)[111]

### Colaboradores oficiales
- Avianca (desde 2014)
- Interrapidisimo (desde 2024)
- Assist Card (desde 2024)

### Canales de televisión oficiales
- Caracol Televisión / Gol Caracol / Caracol Sports (programadora oficial de Cadena Uno/Canal Uno, 1993 - 1998; Canal oficial desde 1998)[112]
- Canal RCN / Fútbol RCN / Deportes RCN (canal oficial desde 2023)

## Estadísticas

### Clasificación para la Copa Mundial de Fútbol
| Año         | Ronda             | Posición          | PJ                | PG                | PE                | PP                | GF                | GC                | Dif               | Goleador                                         |
| ----------- | ----------------- | ----------------- | ----------------- | ----------------- | ----------------- | ----------------- | ----------------- | ----------------- | ----------------- | ------------------------------------------------ |
| 1930 - 1954 | Sin participación | Sin participación | Sin participación | Sin participación | Sin participación | Sin participación | Sin participación | Sin participación | Sin participación | Sin participación                                |
| 1958        | Única fase        | 8.º               | 4                 | 0                 | 1                 | 3                 | 3                 | 8                 | -5                | Carlos Arango, Jaime Gutiérrez y Ricardo Díaz: 1 |
| 1962        | Única fase        | 3.º               | 2                 | 1                 | 1                 | 0                 | 2                 | 1                 | 1                 | Germán 'Cuca' Aceros y Héctor 'Zipa' González: 1 |
| 1966        | Única fase        | 8.º               | 4                 | 1                 | 0                 | 3                 | 4                 | 10                | -6                | Antonio Rada y Hermenegildo Segrera: 2           |
| 1970        | Única fase        | 8.º               | 6                 | 1                 | 1                 | 4                 | 7                 | 12                | -5                | Jaime González, y Hermenegildo Segrera: 2        |
| 1974        | Única fase        | 5.º               | 4                 | 1                 | 3                 | 0                 | 3                 | 2                 | 1                 | Willington Ortiz: 3                              |
| 1978        | Única fase        | 7.º               | 4                 | 0                 | 2                 | 2                 | 1                 | 8                 | -7                | Eduardo Vilarete: 1                              |
| 1982        | Única fase        | 7.º               | 4                 | 0                 | 2                 | 2                 | 4                 | 7                 | -3                | Hernán Herrera: 3                                |
| 1986        | Repesca           | 7.º               | 8                 | 3                 | 2                 | 3                 | 8                 | 10                | -2                | HH, WO y MP: 2                                   |
| 1990        | Repesca           | 5.º               | 6                 | 3                 | 2                 | 1                 | 6                 | 3                 | 3                 | Arnoldo Iguarán: 4                               |
| 1994        | Única fase        | 1.º               | 6                 | 4                 | 2                 | 0                 | 13                | 2                 | 11                | Freddy Rincón: 5                                 |
| 1998        | Única fase        | 3.º               | 16                | 8                 | 4                 | 4                 | 23                | 15                | 8                 | Faustino Asprilla: 7                             |
| 2002        | Única fase        | 6.º               | 18                | 7                 | 6                 | 5                 | 20                | 15                | 5                 | Juan Pablo Ángel: 4                              |
| 2006        | Única fase        | 6.º               | 18                | 6                 | 6                 | 6                 | 24                | 16                | 8                 | Juan Pablo Ángel: 4                              |
| 2010        | Única fase        | 7.º               | 18                | 6                 | 5                 | 7                 | 14                | 18                | -4                | Jackson Martínez: 3                              |
| 2014        | Única fase        | 2.º               | 16                | 9                 | 3                 | 4                 | 27                | 13                | 14                | Radamel Falcao: 9                                |
| 2018        | Única fase        | 4.º               | 18                | 7                 | 6                 | 5                 | 21                | 19                | 2                 | James Rodríguez: 6                               |
| 2022        | Única fase        | 6.º               | 18                | 5                 | 8                 | 5                 | 20                | 19                | 1                 | Miguel Borja y Luis Muriel: 3                    |
| 2026        | Por definirse     | 6.º               | 16                | 5                 | 7                 | 4                 | 19                | 15                | 4                 | Luis Fernando Díaz: 7                            |
| Total       | 18/22             | 4.º               | 186               | 67                | 61                | 58                | 219               | 193               | 26                | Radamel Falcao y James Rodriguez: 13             |

### Copa Mundial de Fútbol
| Año   | Ronda             | Posición          | PJ                | PG                | PE                | PP                | GF                | GC                | Dif               | Goleador               |
| ----- | ----------------- | ----------------- | ----------------- | ----------------- | ----------------- | ----------------- | ----------------- | ----------------- | ----------------- | ---------------------- |
| 1930  | Sin participación | Sin participación | Sin participación | Sin participación | Sin participación | Sin participación | Sin participación | Sin participación | Sin participación | Sin participación      |
| 1934  | Sin participación | Sin participación | Sin participación | Sin participación | Sin participación | Sin participación | Sin participación | Sin participación | Sin participación | Sin participación      |
| 1938  | Sin participación | Sin participación | Sin participación | Sin participación | Sin participación | Sin participación | Sin participación | Sin participación | Sin participación | Sin participación      |
| 1950  | Sin participación | Sin participación | Sin participación | Sin participación | Sin participación | Sin participación | Sin participación | Sin participación | Sin participación | Sin participación      |
| 1954  | Sin participación | Sin participación | Sin participación | Sin participación | Sin participación | Sin participación | Sin participación | Sin participación | Sin participación | Sin participación      |
| 1958  | No clasificó      | No clasificó      | No clasificó      | No clasificó      | No clasificó      | No clasificó      | No clasificó      | No clasificó      | No clasificó      | No clasificó           |
| 1962  | Fase de grupos    | 14°               | 3                 | 0                 | 1                 | 2                 | 5                 | 11                | -6                | HA, MC, MK, AR y FZ: 1 |
| 1966  | No clasificó      | No clasificó      | No clasificó      | No clasificó      | No clasificó      | No clasificó      | No clasificó      | No clasificó      | No clasificó      | No clasificó           |
| 1970  | No clasificó      | No clasificó      | No clasificó      | No clasificó      | No clasificó      | No clasificó      | No clasificó      | No clasificó      | No clasificó      | No clasificó           |
| 1974  | No clasificó      | No clasificó      | No clasificó      | No clasificó      | No clasificó      | No clasificó      | No clasificó      | No clasificó      | No clasificó      | No clasificó           |
| 1978  | No clasificó      | No clasificó      | No clasificó      | No clasificó      | No clasificó      | No clasificó      | No clasificó      | No clasificó      | No clasificó      | No clasificó           |
| 1982  | No clasificó      | No clasificó      | No clasificó      | No clasificó      | No clasificó      | No clasificó      | No clasificó      | No clasificó      | No clasificó      | No clasificó           |
| 1986  | No clasificó      | No clasificó      | No clasificó      | No clasificó      | No clasificó      | No clasificó      | No clasificó      | No clasificó      | No clasificó      | No clasificó           |
| 1990  | Octavos de final  | 14°               | 4                 | 1                 | 1                 | 2                 | 4                 | 4                 | 0                 | Bernardo Redín: 2      |
| 1994  | Fase de grupos    | 19°               | 3                 | 1                 | 0                 | 2                 | 4                 | 5                 | -1                | Adolfo Valencia: 2     |
| 1998  | Fase de grupos    | 21°               | 3                 | 1                 | 0                 | 2                 | 1                 | 3                 | -2                | Léider Preciado: 1     |
| 2002  | No clasificó      | No clasificó      | No clasificó      | No clasificó      | No clasificó      | No clasificó      | No clasificó      | No clasificó      | No clasificó      | No clasificó           |
| 2006  | No clasificó      | No clasificó      | No clasificó      | No clasificó      | No clasificó      | No clasificó      | No clasificó      | No clasificó      | No clasificó      | No clasificó           |
| 2010  | No clasificó      | No clasificó      | No clasificó      | No clasificó      | No clasificó      | No clasificó      | No clasificó      | No clasificó      | No clasificó      | No clasificó           |
| 2014  | Cuartos de final  | 5.º               | 5                 | 4                 | 0                 | 1                 | 12                | 4                 | 8                 | James Rodríguez: 6     |
| 2018  | Octavos de final  | 9.º               | 4                 | 2                 | 1                 | 1                 | 6                 | 3                 | 3                 | Yerry Mina: 3          |
| 2022  | No clasificó      | No clasificó      | No clasificó      | No clasificó      | No clasificó      | No clasificó      | No clasificó      | No clasificó      | No clasificó      | No clasificó           |
| 2026  | Por definir       | Por definir       | Por definir       | Por definir       | Por definir       | Por definir       | Por definir       | Por definir       | Por definir       | Por definir            |
| Total | 6/22              | 25.º              | 22                | 9                 | 3                 | 10                | 32                | 30                | 2                 | James Rodríguez: 6     |

### Copa FIFA Confederaciones
| Año   | Ronda        | Posición     | PJ           | PG           | PE           | PP           | GF           | GC           | Dif          | Goleador              |
| ----- | ------------ | ------------ | ------------ | ------------ | ------------ | ------------ | ------------ | ------------ | ------------ | --------------------- |
| 1992  | No clasificó | No clasificó | No clasificó | No clasificó | No clasificó | No clasificó | No clasificó | No clasificó | No clasificó | No clasificó          |
| 1995  | No clasificó | No clasificó | No clasificó | No clasificó | No clasificó | No clasificó | No clasificó | No clasificó | No clasificó | No clasificó          |
| 1997  | No clasificó | No clasificó | No clasificó | No clasificó | No clasificó | No clasificó | No clasificó | No clasificó | No clasificó | No clasificó          |
| 1999  | No clasificó | No clasificó | No clasificó | No clasificó | No clasificó | No clasificó | No clasificó | No clasificó | No clasificó | No clasificó          |
| 2001  | No clasificó | No clasificó | No clasificó | No clasificó | No clasificó | No clasificó | No clasificó | No clasificó | No clasificó | No clasificó          |
| 2003  | Cuarto lugar | 4.º          | 5            | 2            | 0            | 3            | 5            | 5            | 0            | Giovanni Hernández: 3 |
| 2005  | No clasificó | No clasificó | No clasificó | No clasificó | No clasificó | No clasificó | No clasificó | No clasificó | No clasificó | No clasificó          |
| 2009  | No clasificó | No clasificó | No clasificó | No clasificó | No clasificó | No clasificó | No clasificó | No clasificó | No clasificó | No clasificó          |
| 2013  | No clasificó | No clasificó | No clasificó | No clasificó | No clasificó | No clasificó | No clasificó | No clasificó | No clasificó | No clasificó          |
| 2017  | No clasificó | No clasificó | No clasificó | No clasificó | No clasificó | No clasificó | No clasificó | No clasificó | No clasificó | No clasificó          |
| Total | 1/10         | 20.º         | 5            | 2            | 0            | 3            | 5            | 5            | 0            | Giovanni Hernández: 3 |

### Copa América
| Año         | Ronda             | Posición          | PJ                | PG                | PE                | PP                | GF                | GC                | Dif               | Goleador                        |
| ----------- | ----------------- | ----------------- | ----------------- | ----------------- | ----------------- | ----------------- | ----------------- | ----------------- | ----------------- | ------------------------------- |
| 1916 - 1942 | Sin participación | Sin participación | Sin participación | Sin participación | Sin participación | Sin participación | Sin participación | Sin participación | Sin participación | Sin participación               |
| 1945        | Primera fase      | 5.º               | 6                 | 1                 | 1                 | 4                 | 7                 | 25                | -18               | RG, LG y FB: 2                  |
| 1946        | Sin participación | Sin participación | Sin participación | Sin participación | Sin participación | Sin participación | Sin participación | Sin participación | Sin participación | Sin participación               |
| 1947        | Primera fase      | 8.º               | 7                 | 0                 | 2                 | 5                 | 2                 | 19                | -17               | CA y RG: 1                      |
| 1949        | Primera fase      | 8.º               | 7                 | 0                 | 2                 | 5                 | 4                 | 23                | -19               | AP, BE, GA y NP: 1              |
| 1953        | Sin participación | Sin participación | Sin participación | Sin participación | Sin participación | Sin participación | Sin participación | Sin participación | Sin participación | Sin participación               |
| 1955        | Sin participación | Sin participación | Sin participación | Sin participación | Sin participación | Sin participación | Sin participación | Sin participación | Sin participación | Sin participación               |
| 1956        | Sin participación | Sin participación | Sin participación | Sin participación | Sin participación | Sin participación | Sin participación | Sin participación | Sin participación | Sin participación               |
| 1957        | Primera fase      | 5.º               | 6                 | 2                 | 0                 | 4                 | 10                | 25                | -15               | DG y CA: 3                      |
| 1959        | Sin participación | Sin participación | Sin participación | Sin participación | Sin participación | Sin participación | Sin participación | Sin participación | Sin participación | Sin participación               |
| 1959        | Sin participación | Sin participación | Sin participación | Sin participación | Sin participación | Sin participación | Sin participación | Sin participación | Sin participación | Sin participación               |
| 1963        | Primera fase      | 7.º               | 6                 | 0                 | 1                 | 5                 | 10                | 19                | -9                | Germán Aceros: 2                |
| 1967        | No clasificó      | No clasificó      | No clasificó      | No clasificó      | No clasificó      | No clasificó      | No clasificó      | No clasificó      | No clasificó      | No clasificó                    |
| 1975        | Subcampeón        | 2.º               | 9                 | 6                 | 0                 | 3                 | 11                | 5                 | 6                 | Ernesto Díaz: 4                 |
| 1979        | Primera fase      | 5.º               | 4                 | 2                 | 1                 | 1                 | 5                 | 2                 | 3                 | AI, ED, JM, CV y GC: 1          |
| 1983        | Primera fase      | 7.º               | 4                 | 1                 | 2                 | 1                 | 5                 | 5                 | 0                 | Álex Valderrama: 2              |
| 1987        | Tercer lugar      | 3.º               | 4                 | 3                 | 0                 | 1                 | 8                 | 3                 | 5                 | Arnoldo Iguarán: 4              |
| 1989        | Primera fase      | 6.º               | 4                 | 1                 | 2                 | 1                 | 5                 | 4                 | 1                 | Arnoldo Iguarán: 3              |
| 1991        | Cuarto lugar      | 4.º               | 7                 | 2                 | 2                 | 3                 | 5                 | 6                 | -1                | Antony de Ávila: 3              |
| 1993        | Tercer lugar      | 3.º               | 6                 | 2                 | 4                 | 0                 | 6                 | 4                 | 2                 | Adolfo Valencia: 2              |
| 1995        | Tercer lugar      | 3.º               | 6                 | 2                 | 2                 | 2                 | 7                 | 8                 | -1                | Freddy Rincón: 3                |
| 1997        | Cuartos de final  | 6.º               | 4                 | 1                 | 0                 | 3                 | 6                 | 7                 | -1                | Néider Morantes: 2              |
| 1999        | Cuartos de final  | 5.º               | 4                 | 3                 | 0                 | 1                 | 8                 | 4                 | 4                 | Víctor Bonilla: 2               |
| 2001        | Campeón           | 1.º               | 6                 | 6                 | 0                 | 0                 | 11                | 0                 | 11                | Víctor Aristizábal: 6           |
| 2004        | Cuarto lugar      | 4.º               | 6                 | 3                 | 1                 | 2                 | 7                 | 7                 | 0                 | Abel y Tressor: 2               |
| 2007        | Primera fase      | 9.º               | 3                 | 1                 | 0                 | 2                 | 3                 | 9                 | -6                | Jaime Castrillón: 2             |
| 2011        | Cuartos de final  | 6.º               | 4                 | 2                 | 1                 | 1                 | 3                 | 2                 | 1                 | Radamel Falcao García: 2        |
| 2015        | Cuartos de final  | 6.º               | 4                 | 1                 | 2                 | 1                 | 1                 | 1                 | 0                 | Jeison Murillo: 1               |
| 2016        | Tercer lugar      | 3.º               | 6                 | 3                 | 1                 | 2                 | 7                 | 6                 | 1                 | James y Bacca: 2                |
| 2019        | Cuartos de final  | 5.º               | 4                 | 3                 | 1                 | 0                 | 4                 | 0                 | 4                 | Duván Zapata: 2                 |
| 2021        | Tercer lugar      | 3.º               | 7                 | 2                 | 3                 | 2                 | 7                 | 7                 | 0                 | Luis Díaz: 4                    |
| 2024        | Subcampeón        | 2.º               | 6                 | 4                 | 1                 | 1                 | 12                | 3                 | 9                 | Muñoz, Díaz, Lerma y Córdoba: 2 |
| Total       | 24/48             | 7.º               | 130               | 51                | 29                | 50                | 154               | 194               | -40               | Arnoldo Iguarán: 10             |

### Copa Oro de la Concacaf
| Año         | Ronda            | Posición     | PJ           | PG           | PE           | PP           | GF           | GC           | Dif          | Goleador            |
| ----------- | ---------------- | ------------ | ------------ | ------------ | ------------ | ------------ | ------------ | ------------ | ------------ | ------------------- |
| 1991 - 1998 | No participó     | No participó | No participó | No participó | No participó | No participó | No participó | No participó | No participó | No participó        |
| 2000        | Subcampeón       | 2.º          | 5            | 2            | 1            | 2            | 5            | 7            | -2           | GM, FA, GB y VB: 1  |
| 2003        | Cuartos de final | 6.º          | 3            | 1            | 1            | 1            | 2            | 3            | -1           | Patiño y Molina: 1  |
| 2005        | Cuarto lugar     | 4.º          | 5            | 2            | 0            | 3            | 7            | 7            | 0            | Aguilar y Patiño: 2 |
| 2007 - 2023 | No participó     | No participó | No participó | No participó | No participó | No participó | No participó | No participó | No participó | No participó        |
| Total       | 3/17             | 15.º         | 13           | 5            | 2            | 6            | 14           | 17           | -3           | Jairo Patiño: 3     |

### Juegos Centroamericanos y del Caribe
| Año   | Ronda             | Posición          | PJ                | PG                | PE                | PP                | GF                | GC                | Dif               | Goleador             |
| ----- | ----------------- | ----------------- | ----------------- | ----------------- | ----------------- | ----------------- | ----------------- | ----------------- | ----------------- | -------------------- |
| 1930  | Sin participación | Sin participación | Sin participación | Sin participación | Sin participación | Sin participación | Sin participación | Sin participación | Sin participación | Sin participación    |
| 1935  | Sin participación | Sin participación | Sin participación | Sin participación | Sin participación | Sin participación | Sin participación | Sin participación | Sin participación | Sin participación    |
| 1938  | Tercer lugar      | 3.º               | 5                 | 2                 | 0                 | 3                 | 10                | 11                | -1                | Roberto Meléndez: 4  |
| 1946  | Campeón           | 1.º               | 6                 | 6                 | 0                 | 0                 | 20                | 7                 | 13                | Carlos Arango: 4     |
| Total | 2/4               | 5.º               | 11                | 8                 | 0                 | 3                 | 30                | 18                | 12                | Arango y Meléndez: 4 |

### Juegos Bolivarianos
| Año     | Ronda             | Posición          | PJ                | PG                | PE                | PP                | GF                | GC                | Dif               | Goleador              |
| ------- | ----------------- | ----------------- | ----------------- | ----------------- | ----------------- | ----------------- | ----------------- | ----------------- | ----------------- | --------------------- |
| 1938    | Primera fase      | 4.º               | 4                 | 1                 | 0                 | 3                 | 6                 | 8                 | -2                | MB, TM, JU, JT, RM: 1 |
| 1947-48 | Sin participación | Sin participación | Sin participación | Sin participación | Sin participación | Sin participación | Sin participación | Sin participación | Sin participación | Sin participación     |
| 1951    | Campeón           | 1.º               | 4                 | 3                 | 0                 | 1                 | 6                 | 4                 | 2                 | Jorge Villa: 2        |
| 1961    | Subcampeón        | 2.º               | 6                 | 3                 | 1                 | 2                 | 8                 | 8                 | 7                 | Desconocido           |
| 1965    | Sin datos         | Sin datos         | Sin datos         | Sin datos         | Sin datos         | Sin datos         | Sin datos         | Sin datos         | Sin datos         | Sin datos             |
| 1970    | Sin datos         | Sin datos         | Sin datos         | Sin datos         | Sin datos         | Sin datos         | Sin datos         | Sin datos         | Sin datos         | Sin datos             |
| 1973    | Subcampeón        | 2.º               | 6                 | 3                 | 1                 | 2                 | 11                | 7                 | 7                 | Desconocido           |
| 1977    | Sin datos         | Sin datos         | Sin datos         | Sin datos         | Sin datos         | Sin datos         | Sin datos         | Sin datos         | Sin datos         | Sin datos             |
| 1981    | Subcampeón        | 2.º               | 3                 | 1                 | 1                 | 1                 | 5                 | 3                 | 3                 | Desconocido           |
| Total   | 5/9               | 2.º               | 23                | 11                | 3                 | 9                 | 36                | 30                | 6                 | Jorge Villa: 2        |

| Competición       | Sede           | Local               | Resultado | Visita              | Notas                                                      |
| ----------------- | -------------- | ------------------- | --------- | ------------------- | ---------------------------------------------------------- |
| Copa América 1975 | Colombia       | Bandera de Colombia | 1–0       | Perú                | -                                                          |
| Copa América 1975 |                | Perú                | 2–0       | Bandera de Colombia | -                                                          |
| Copa América 1975 |                | Perú                | 1–0       | Colombia            | Partido desempate en cancha neutral.                       |
| Copa de Oro 2000  | Estados Unidos | Canadá              | 2–0       | Colombia            | Primera final en la historia de Copa de Oro de la Concacaf |
| Copa América 2001 | Colombia       | Colombia            | 1–0       | Bandera de México   | Primer título en la historia de Copa América               |
| Copa América 2024 | Estados Unidos | Argentina           | 1-0       | Colombia            | Argentina anota el gol de la victoria en tiempo extra      |

- Colombia participó en 5 finales directas en torneos oficiales,[n 5] ganando 2 y perdiendo 3.[n 6]

### ⋮
- Colombia jugó 4 finales; ganó 1 y perdió 3.

## Otras modalidades
Además de las categorías absoluta y juveniles en masculino, la Selección de Colombia cuenta también con otras modalidades de fútbol como el fútbol femenino, el fútbol playa y el fútbol sala. Estas modalidades aparecieron, a nivel competitivo en el mundo, finalizando el siglo XX. La primera en aparecer fue la selección femenina en 1998 mientras que, varios años después, aparecerían las otras.

### Selección femenina de fútbol de Colombia

Fútbol femenino.

La selección femenina colombiana disputó su primer partido internacional el 2 de marzo de 1998, donde goleó 4-1 a la selección de Venezuela. Está afiliada a todas las competencias organizadas por la Conmebol, y la FIFA. Ha tenido logros importantes en diferentes categorías: en mayores, 3 subtítulos en las Copas América Femenina de 2010, 2014 y 2022, que le han valido para participar en 3 mundiales femeninos (2011, 2015 y 2023), 3 torneos de fútbol de los Juegos Olímpicos (Londres 2012, Río 2016 y París 2024) y 3 torneos de los Juegos Panamericanos (Guadalajara 2011, Toronto 2015 donde se colgó la medalla de plata y Lima 2019 donde se alzaría con la medalla de oro tras vencer a Argentina). 
En categorías juveniles, fue subcampeona del Sudamericano Sub-20 en 2010 y 2022 y fue la primera selección campeona del Sudamericano Sub-17 en 2008; a nivel mundial, ha participado en tres Mundiales Sub-20, siendo en 2010 donde llegó a semifinales, culminando en cuarta posición; también ha participado de 7 Mundiales Sub-17, en donde haría historia en 2022 alcanzando el subcampeonato de este torneo, siendo la primera vez que una selección colombiana (masculina o femenina) de cualquier categoría alcanza dicha instancia en una Copa Mundial, y al mismo tiempo es la primera vez que una selección colombiana disputa la final de un torneo organizado por la FIFA. Cuenta además con 4 medallas de oro en Juegos Bolivarianos, una de plata y una de bronce en Juegos Suramericanos; y una de plata en Centroamericanos y del Caribe. Son llamadas a nivel nacional como «Las Superpoderosas» por sus buenas actuaciones en los torneos donde participan en diferentes categorías. En los últimos años, se ha convertido en una de las selecciones más importantes de Sudamérica, en mayores y juveniles, gracias al nivel mostrado en los torneos donde participan; gran parte de ello se debe a la conformación, en 2017, de la Liga Profesional Femenina de Fútbol, donde las nuevas y experimentadas jugadoras se destacan.

### Selecciones de fútbol sala de Colombia

Fútbol sala.

La selección de fútbol sala disputó su primer partido internacional el 26 de agosto de 2003, donde consiguió ganarle 5-2 a Bolivia, en el marco de la Copa América de Futsal 2003. La selección participa en la Copa América de Futsal organizada por la Conmebol, también en sus respectivas eliminatorias para la Copa Mundial de Fútbol Sala. La selección juvenil fue subcampeona en el Sudamericano de Futsal Sub-20 del año 2010 donde fue local, repitiendo esta misma posición en los sudamericanos de 2013 y 2014. Entretanto, la selección mayor ha conseguido medalla de oro en los Juegos Sudamericanos de 2018 y en los Bolivarianos de 2009 y 2017. Su primera aparición en el Mundial de Fútbol Sala de la FIFA fue en Tailandia 2012, donde finalizó cuarta al llegar a semifinales, perdiendo el partido por el tercer lugar frente a la selección italiana, lo que viene siendo su mejor participación en un mundial. A pesar de su poca trayectoria, Colombia ha conseguido consagrarse como una selección con proyección continental y mundial en la modalidad gracias al talento de sus jugadores, talento que desarrollan en la Liga Colombiana de Fútbol Sala de Colombia.
En la rama femenina, su mejor actuación ha sido el título del Sudamericano Femenino de Futsal conseguido en 2015 donde Brasil, la potencia continental y mundial de la categoría, no participó. También consiguió tres subtítulos en los años 2007, 2009 y 2017, cayendo en todas ante la verdeamarela, demostrando ser una selección competitiva a nivel continental; aun así, no ha participado en su primer mundial femenino. Se destaca también en su palmarés 2 medallas de oro en eventos multideportivos: Una en los Juegos Bolivarianos de 2009 y otra en los Juegos Suramericanos de 2018.

### Selección de fútbol playa de Colombia

Fútbol playa.

La selección de fútbol playa disputó su primer partido internacional el 1 de agosto de 2011, consiguiendo un empate a 3 goles contra Uruguay, en el marco de las eliminatorias para la Copa Mundial de Fútbol Playa FIFA 2011 en Ravena (Italia). Desde 2011, participa en las competiciones organizadas por Conmebol y FIFA. A pesar de no haber un torneo profesional en Colombia de la especialidad, quienes integran esta selección tuvieron el fogueo suficiente para tener un protagonismo importante en la Copa América de Fútbol Playa 2023, en donde por primera vez obtuvieron el tercer lugar de la competición tras vencer a Paraguay en el partido por el tercer lugar por un marcador de 5-7, que les permitió clasificar a su primer mundial de fútbol playa en la edición 2024, celebrada en Emiratos Árabes Unidos. En su debut mundialista, la Selección fue ubicada en el grupo C junto a la Selecciones de Japón, Senegal y Bielorrusia, en donde no pudo superar la fase de grupos tras perder sus 3 partidos. Además de competir en la Copa América de Fútbol Playa, ha participado en competiciones como los Juegos Suramericanos de Playa. La selección tiene como sede las ciudades de la Región Caribe colombiana tales como Barranquilla, Cartagena o Santa Marta, donde se preparan para las distintas competencias deportivas.

## Palmarés

### Títulos
Nota: en negrita competiciones vigentes en la actualidad. Indicado el récord compartido 
| Competición                          | Títulos | Títulos | Subtítulos | Subtítulos        | Tercer lugar | Tercer lugar                  | Cuarto lugar | Cuarto lugar |
| ------------------------------------ | ------- | ------- | ---------- | ----------------- | ------------ | ----------------------------- | ------------ | ------------ |
| Copa América                         | 1       | 2001    | 2          | 1975, 2024        | 5            | 1987, 1993, 1995, 2016 y 2021 | 2            | 1991 y 2004  |
| Copa FIFA Confederaciones            | –       | –       | –          | –                 | –            | –                             | 1            | 2003         |
| Copa Oro de la Concacaf              | –       | –       | 1          | 2000              | –            | –                             | 1            | 2005         |
| Juegos Centroamericanos y del Caribe | 1       | 1946    | –          | –                 | 1            | 1938                          | –            | –            |
| Juegos Bolivarianos                  | 1       | 1951    | 3          | 1961, 1973 y 1981 | –            | –                             | –            | –            |

### Finales disputadas
La presente lista incluye solo partidos finales jugados por torneos mundiales, intercontinentales, y continentales oficiales a nivel de Selecciones absolutas. Se excluyen los torneos en donde no se disputó una final, como el caso de la mayoría de los Campeonatos Sudamericanos o Campeonatos Panamericanos de Fútbol, y la Copa Mundial de Fútbol de 1950 los cuales se jugaban bajo el sistema de liguilla de enfrentamientos de todos contra todos en una o dos ruedas. Este sistema cambió en 1975, y a partir de esa edición de la Copa América hasta la de 1987 se jugó una final para definir al campeón de la misma. En 1989 y 1991 se jugó a partir de grupos, y los dos primeros clasificados de cada grupo jugaron una liguilla final todos contra todos para decidir al campeón, pero sin la disputa de un partido final. A partir de la edición de 1993 el sistema volvió a cambiar, y los clasificados de cada grupo juegan cuartos de final, semifinales y un partido final para definir al campeón del continente.
Se tienen en cuenta los partidos desempates de Campeonatos Sudamericanos, en donde se debió definir al campeón en una final.
Se incluyen las finales olímpicas disputadas por selecciones absolutas (desde la primera olimpíada hasta la edición de 1948).
| Competición       | Sede           | Local     | Resultado | Visita   | Notas                                                      |
| ----------------- | -------------- | --------- | --------- | -------- | ---------------------------------------------------------- |
| Copa América 1975 | Colombia       | Colombia  | 1–0       | Perú     | -                                                          |
| Copa América 1975 | Perú           | Perú      | 2–0       | Colombia | -                                                          |
| Copa América 1975 | Venezuela      | Perú      | 1–0       | Colombia | Partido desempate en cancha neutral.                       |
| Copa de Oro 2000  | Estados Unidos | Canadá    | 2–0       | Colombia | Primera final en la historia de Copa de Oro de la Concacaf |
| Copa América 2001 | Colombia       | Colombia  | 1–0       | México   | Primer título en la historia de Copa América               |
| Copa América 2024 | Estados Unidos | Argentina | 1-0       | Colombia | Argentina anota el gol de la victoria en tiempo extra      |

- Colombia participó en 5 finales directas en torneos oficiales,[n 2] ganando 2 y perdiendo 3. [n 7]Esto teniendo en cuenta las finales de ida, vuelta y desempate de la Copa América 1975, no obstante, estas corresponden a la misma edición. Sin este desglose, la selección disputó 4 finales en torneos oficiales, ganando 1 y perdiendo 3.

### Cronología de los títulos
| Sede     | Torneo       | Año  | N.º |
| -------- | ------------ | ---- | --- |
| Colombia | Copa América | 2001 | 1.º |

### Premios y distinciones
| Distinción                                                       | Año                      |
| ---------------------------------------------------------------- | ------------------------ |
| Nasazzi's Baton                                                  | 1963, 1993, 1995 y 1997. |
| Copa Mundo no Oficial                                            | 1963, 1993 y 1994.       |
| Copa Mundo Virtual                                               | 2001 y 2009.             |
| Selección del año en Sudamérica según France Football            | 1993 y 1996.             |
| FIFA Awards Equipo revelación del año                            | 1993 y 2012.             |
| Premio Fair Play de la FIFA en la Copa Mundial de Fútbol de 2014 | 2014.                    |

### Torneos amistosos/no oficiales
- Copa Mariscal Sucre: 1945.[122]
- Copa Gonzalo Jiménez de Quesada: 1988.[123]
- Copa Centenario de Armenia: 1989.[124]
- Copa Marlboro: 1990-I.[125]
- Copa Miami: 1994.[126]
- Winfield Cup: 1995.[127]
- Copa Brahama: 1995.[128]
- Torneo de la Amistad: 2003 (Compartido con Ecuador).
- Copa Desafío Kirin: 2019[129][130] y 2023.[131]
- Copa Comunidad Andina: 2019.[132][133]
- Copa Costamar 40 Años Miami 2019.[134] [135]

## Categorías inferiores

### Palmarés juveniles

#### Selecciones juveniles (4)
| Competición             | Campeón               | Subcampeón            | Tercer lugar                | Cuarto lugar          | Selección |
| ----------------------- | --------------------- | --------------------- | --------------------------- | --------------------- | --------- |
| Copa Mundial            |                       |                       | 1 (2003)                    |                       | Sub-20    |
| Copa Mundial            |                       |                       |                             | 2 (2003 y 2009)       | Sub-17    |
| Campeonato Sudamericano | 3 (1987, 2005 y 2013) | 2 (1988 y 2015)       | 4 (1964, 1985, 1992 y 2023) | 2 (2003 y 2019)       | Sub-20    |
| Campeonato Sudamericano | 1 (1993)              | 1 (2007, 2025)        | 2 (1988 y 2003)             | 3 (2005, 2009 y 2017) | Sub-17    |
| Campeonato Sudamericano |                       | 3 (2004, 2011 y 2013) |                             | 1 (2019)              | Sub-15    |

#### Selecciones olímpicas (9)
| Competición                   | Campeón                     | Subcampeón                  | Tercer lugar    | Cuarto lugar                | Selección |
| ----------------------------- | --------------------------- | --------------------------- | --------------- | --------------------------- | --------- |
| Olímpicos                     |                             |                             |                 |                             | Sub-23    |
| Preolímpico                   |                             | 4 (1968, 1972, 1980 y 1992) |                 | 4 (1964, 1976, 1984 y 2020) | Sub-23    |
| Panamericanos                 |                             | 1 (1971)                    | 1 (1995)        | 1 (2003)                    | Sub-23    |
| Sudamericanos                 |                             |                             | 1 (2022)        |                             | Sub-20    |
| Sudamericanos                 | 3 (1994, 2010 y 2014)       | 1 (1986)                    | 2 (1990 y 2018) |                             | Sub-17    |
| Centroamericanos y del Caribe | 2 (2006 y 2018)             |                             | 1 (1954)        |                             | Sub-21    |
| Bolivarianos                  | 4 (1997, 2005, 2013 y 2017) | 3 (1985, 1993 y 2001)       | 1 (2022)        | 1 (1938)                    | Sub-17    |

### Torneos amistosos

#### Selecciones juveniles
- Torneo Esperanzas de Toulon Sub-21 (Francia) (3): 1999, 2000 y 2011.
- Copa Ciudad de Panamá Sub-20 (Panamá): 1990.[136]
- Torneo Juvenil de Busan Sub-20 (Corea del Sur): 2005.[137]
- Copa del Pacífico Sub-20 (Panamá): 2006.[138]
- Cuadrangular Sub-20 de Puerto La Cruz (Venezuela): 2008.[139][140]
- Cuadrangular Sub-20 de Asunción (Paraguay): 2009.[141]
- Torneo Integración Latinoamericana Sub-20 (Paraguay): 2010.[142]
- Cuadrangular Sub-20 de Arequipa (Perú): 2010.[143][144]
- Copa “Tarek William Saab” Sub-20 de Puerto La Cruz (Venezuela): 2012.[145][146]
- SBS Cup International Youth Sub-20 (Japón):  2014.[147]
- Torneo Cuatro Naciones Sub-20 (Chile):  2014.[148][149]
- Copa 90 Años Liga de Fútbol del Atlántico Sub-20 (Colombia):  2014.[150][151]
- Copa Raúl Coloma Rivas Sub-19 (Chile):  2021.[152]
- SBS Cup International Youth Sub-18 (Japón):  2019.
- Copa Costa Atlántica Sub-17 (Colombia): 2003.[153]
- Copa Telefónica Sub-17 (Perú): 2004.[154]
- Torneo Internacional Videna de Chincha Sub-17 (Perú): 2009.[155]
- Copa Aragua Sub-17 de Maracay (Venezuela): 2013.[156][157]
- Copa UC Sub-17 (Chile) (1): 2014.[158]
- Mundialito Tahuichi “Paz y Unidad” Sub-15 (Bolivia) (3): 2011, 2013 y 2015.[159][160]

#### Selecciones olímpicas
- Copa Feria Internacional de San Sebastián Sub-23 (Venezuela): 1984.[161]
- Copa La Instantánea Sub-23 (Barranquilla): 1992.[162]
- Torneo de las Américas Sub-23 (Colombia): 1994.[163][164]
- CFA International Tournament Sub-23 (China): 2015.[165][166]

## Clasificación FIFA
| AÑO/MES                                                                                              | Enero                  | Febrero                | Marzo                  | abril                  | Mayo                   | Junio                  | Julio                  | Agosto         | Septiembre    | Octubre        | Noviembre     | Diciembre      |
| --- | ---------------------- | ---------------------- | ---------------------- | ---------------------- | ---------------------- | ---------------------- | ---------------------- | -------------- | ------------- | -------------- | ------------- | -------------- |
| 1993                                                                                                 | Sin Clasificación FIFA | Sin Clasificación FIFA | Sin Clasificación FIFA | Sin Clasificación FIFA | Sin Clasificación FIFA | Sin Clasificación FIFA | Sin Clasificación FIFA | 19.º (47)      | 19.º (49)     | 19.º (49)      | 21.º (48)     | 21.º (47)      |
| 1994                                                                                                 | 21.º (47)              | 20.º (48)              | 20.º (48)              | 20.º (48)              | 18.º (49)              | 18.º (49)              | 17.º (52)              | 17.º (52)      | 15.º (52)     | 15.º (52)      | 15.º (52)     | 17.º (52)      |
| 1995                                                                                                 | 17.º (52)              | 16.º (52)              | 16.º (52)              | 16.º (52)              | 19.º (50)              | 23.º (47)              | 12.º (53)              | 13.º (53)      | 15.º (52)     | 15.º (53)      | 17.º (53)     | 15.º (53)      |
| 1996                                                                                                 | 17.º (52)              | 19.º (51)              | 19.º (51)              | 9.º (54)               | 9.º (55)               | 9.º (55)               | 12.º (55)              | 11.º (55)      | 11.º (57)     | 8.º (59)       | 7.º (59)      | 4.º (61)       |
| 1997                                                                                                 | 4.º (61)               | 5.º (61)               | 5.º (61)               | 8.º (59)               | 11.º (58)              | 13.º (58)              | 12.º (57)              | 10.º (58)      | 9.º (60)      | 11.º (59)      | 9.º (59)      | 10.º (59)      |
| 1998                                                                                                 | 10.º (59)              | 15.º (58)              | 17.º (57)              | 13.º (57)              | 10.º (58)              | 10.º (58)              | 17.º (57)              | 19.º (56)      | 24.º (53)     | 27.º (53)      | 32.º (51)     | 34.º (51)      |
| 1999                                                                                                 | 27.º (593)             | 27.º (593)             | 28.º (588)             | 30.º (583)             | 31.º (586)             | 32.º (583)             | 18.º (629)             | 18.º (627)     | 23.º (619)    | 26.º (616)     | 25.º (611)    | 25.º (614)     |
| 2000                                                                                                 | 24.º (614)             | 24.º (624)             | 17.º (644)             | 17.º (646)             | 18.º (645)             | 18.º (644)             | 17.º (650)             | 17.º (648)     | 17.º (668)    | 16.º (668)     | 15.º (674)    | 15.º (672)     |
| 2001                                                                                                 | 15.º (671)             | 15.º (673)             | 15.º (667)             | 15.º (667)             | 16.º (665)             | 18.º (660)             | 14.º (682)             | 6.º (723)      | 7.º (719)     | 8.º (723)      | 5.º (736)     | 5.º (739)      |
| 2002                                                                                                 | 5.º (739)              | 5.º (737)              | 5.º (735)              | 4.º (731)              | 4.º (728)              | 4.º (728)              | 9.º (725)              | 15.º (688)     | 18.º (675)    | 22.º (661)     | 30.º (639)    | 37.º (617)     |
| 2003                                                                                                 | 37.º (617)             | 37.º (616)             | 37.º (611)             | 35.º (612)             | 39.º (601)             | 22.º (651)             | 22.º (647)             | 24.º (640)     | 28.º (629)    | 36.º (622)     | 41.º (613)    | 39.º (612)     |
| 2004                                                                                                 | 39.º (612)             | 41.º (609)             | 41.º (606)             | 37.º (617)             | 36.º (619)             | 37.º (615)             | 36.º (622)             | 28.º (652)     | 28.º (654)    | 28.º (660)     | 28.º (662)    | 26.º (669)     |
| 2005                                                                                                 | 26.º (670)             | 26.º (668)             | 26.º (665)             | 27.º (661)             | 28.º (657)             | 25.º (673)             | 25.º (683)             | 24.º (678)     | 26.º (677)    | 23.º (691)     | 25.º (692)    | 24.º (692)     |
| 2006                                                                                                 | 24.º (692)             | 27.º (689)             | 30.º (686)             | 27.º (684)             | 27.º (681)             | 27.º (681)             | 21.º (902)             | 29.º (814)     | 20.º (867)    | 35.º (750)     | 34.º (758)    | 34.º (758)     |
| 2007                                                                                                 | 34.º (755)             | 31.º (726)             | 31.º (744)             | 26.º (825)             | 26.º (838)             | 31.º (832)             | 32.º (818)             | 31.º (843)     | 24.º (862)    | 25.º (801)     | 17.º (907)    | 17.º (907)     |
| 2008                                                                                                 | 17.º (905)             | 21.º (899)             | 20.º (909)             | 19.º (911)             | 19.º (909)             | 19.º (904)             | 23.º (869)             | 23.º (816)     | 29.º (785)    | 33.º (739)     | 40.º (686)    | 49.º (597)     |
| 2009                                                                                                 | 49.º (597)             | 51.º (584)             | 47.º (599)             | 43.º (674)             | 44.º (660)             | 45.º (678)             | 46.º (675)             | 45.º (668)     | 48.º (657)    | 30.º (775)     | 40.º (736)    | 39.º (736)     |
| 2010                                                                                                 | 39.º (736)             | 38.º (757)             | 39.º (741)             | 34.º (777)             | 35.º (776)             | 35.º (776)             | 39.º (725)             | 36.º (734)     | 40.º (684)    | 46.º (584)     | 47.º (575)    | 48.º (558)     |
| 2011                                                                                                 | 48.º (558)             | 50.º (558)             | 50.º (551)             | 49.º (568)             | 50.º (564)             | 54.º (564)             | 35.º (706)             | 35.º (730)     | 32.º (738)    | 31.º (757)     | 35.º (709)    | 36.º (709)     |
| 2012                                                                                                 | 35.º (709)             | 32.º (746)             | 31.º (748)             | 23.º (815)             | 23.º (812)             | 20.º (880)             | 22.º (814)             | 21.º (835)     | 22.º (843)    | 9.º (1102)     | 8.º (1110)    | 5.º (1164)     |
| 2013                                                                                                 | 5.º (1164)             | 6.º (1129)             | 6.º (1159)             | 6.º (1154)             | 6.º (1154)             | 7.º (1123)             | 3.º (1206)             | 3.º (1219)     | 5.º (1180)    | 4.º (1178)     | 4.º (1200)    | 4.º (1200)     |
| 2014                                                                                                 | 4.º (1200)             | 5.º (1211)             | 5.º (1183)             | 4.º (1186)             | 5.º (1186)             | 8.º (1137)             | 4.º (1492)             | 4.º (1495)     | 3.º (1488)    | 3.º (1420)     | 3.º (1450)    | 3.º (1450)     |
| 2015                                                                                                 | 3.º (1450)             | 3.º (1456)             | 3.º (1499)             | 4.º (1412)             | 4.º (1412)             | 4.º (1435)             | 4.º (1217)             | 4.º (1218)     | 4.º (1224)    | 5.º (1228)     | 7.º (1233)    | 8.º (1211)     |
| 2016                                                                                                 | 8.º (1211)             | 8.º (1211)             | 8.º (1215)             | 4.º (1337)             | 4.º (1337)             | 3.º (1328)             | 3.º (1331)             | 3.º (1331)     | 4.º (1323)    | 5.º (1361)     | 6.º (1345)    | 6.º (1345)     |
| 2017                                                                                                 | 6.º (1345)             | 7.º (1304)             | 7.º (1312)             | 5.º (1348)             | 5.º (1348)             | 5.º (1366)             | 8.º (1208)             | 8.º (1208)     | 10.º (1191)   | 13.º (1095)    | 13.º (1078)   | 13.º (1078)    |
| 2018                                                                                                 | 13.º (1078)            | 13.º (1095)            | 13.º (1106)            | 16.º (989)             | 16.º (989)             | 16.º (986)             | 14.º (1563)            | 14.º(1563)     | 14.º(1567)    | 11.º (1575)    | 12.º (1575)   | 12.º (1575)    |
| 2019                                                                                                 | 12.º (1575)            | 12.º (1575)            | 12.º (1575)            | 12.º (1573)            | 12.º (1573)            | 13.º (1580)            | 8.º (1622)             | –              | 9.º (1622)    | 9.º (1622)     | 10.º (1622)   | 10.º (1622)    |
| 2020                                                                                                 | –                      | 10.º (1622)            | –                      | 10.º (1622)            | –                      | 10.º (1622)            | 10.º (1622)            |                | 10.º (1622)   | 10.º (1631)    | 15.º (1601)   | 15.º (1601)    |
| 2021                                                                                                 | –                      | 15.º (1601)            | –                      | 15.º (1601)            | 15.º (1601)            | –                      | –                      | 15.º (1618)    | 16.º (1618)   | 16.º (1618)    | 16.º (1607)   | 16.º (1607)    |
| 2022                                                                                                 | –                      | 19.º (1585.89)         | 17.º (1600.52)         | –                      | –                      | 17.º (1604.07)         | –                      | 17.º (1604.07) | –             | 17.º (1611.04) | –             | 17.º (1612.78) |
| 2023                                                                                                 | –                      | –                      | –                      | 17.º (1617.08)         | –                      | 17.º (1624.91)         | 17.º (1624.91)         | –              | 16.º (1629.6) | 17.º (1626.6)  | 15.º (1651.2) | 14.º (1655.29) |
| 2024                                                                                                 | –                      | 14.º (1655.29)         | –                      | 12.º (1664.28)         | –                      | 12.º (1669.44)         | 9.º (1727.32)          | –              | 9.º (1738.72) |                |               |                |
| Para Colombia la posición promedio desde la creación de la Clasificación mundial de la FIFA es: 19.º |                        |                        |                        |                        |                        |                        |                        |                |               |                |               |                |